# Seznam světového dědictví v Asii, A–I
Následující část seznamu obsahuje památky na asijském kontinentě s výjimkou arabských států, kterým je věnována oddělená část Seznamu a dále Izraele, Turecka, Ruska, Arménie, Ázerbájdžán a Gruzie, které jsou v souladu s členěním na oficiálních stránkách UNESCO zařazeny mezi evropské státy. Pro obsáhlost je Seznam světového kulturního a přírodního dědictví v Asii rozdělen do dvou částí seřazených abecedně podle států, které zařazení lokality do Seznamu navrhly. Tato část obsahuje státy od Afghánistánu po Írán. Následující přehled památek je aktuální k datu 31. 7. 2025.
U každé položky je uveden český název, oficiální anglický název dle seznamu UNESCO, stručná charakteristika a odkaz na základní zdůvodnění zápisu dle UNESCO. Číslo v odkazu je současně číslem, pod kterým je lokalita vedena v Seznamu.

## Afghánistán

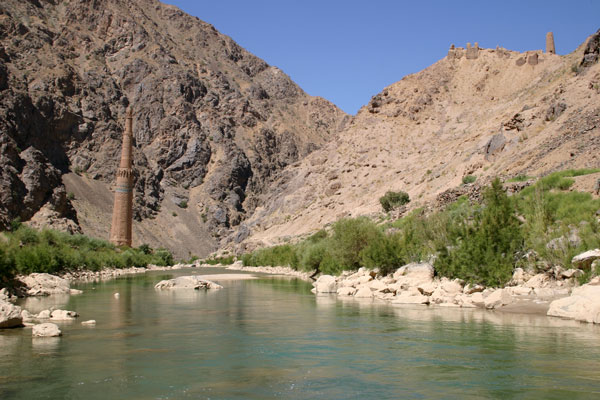
Minaret a okolní archeologické pozůstatky v Jam

1. Minaret Džám a okolní archeologické pozůstatky
Minaret and Archaeological Remains of Jam
Šedesát pět metrů vysoký minaret Jam z 12. století.
2002
 http://whc.unesco.org/en/list/211
2. Kulturní krajina a archeologické pozůstatky Bamjánského údolí
Cultural Landscape and Archaeological Remains of the Bamiyan Valley
V oblasti se nachází řada buddhistických klášterů a svatyní a také opevněné stavby z období islámu. Zde byly v r. 2001 islámskými radikály zničeny dvě obří sochy Buddhů.
2003
 http://whc.unesco.org/en/list/208

## Bangladéš

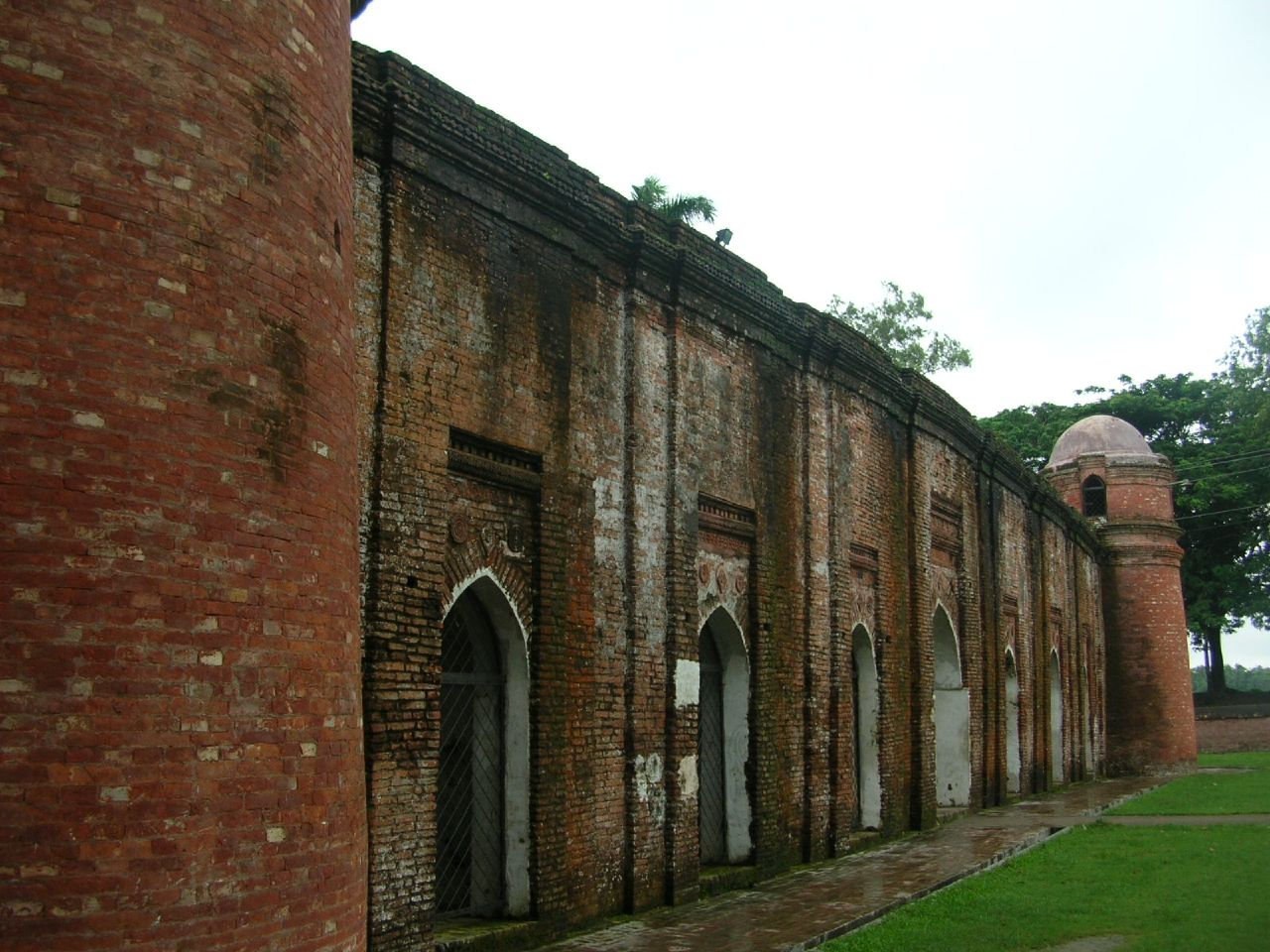
Město mešit Bagerhat

1. Bagerhat
Historic Mosque City of Bagerhat
Památky islámské kultury s velkým množstvím mešit.
1985
 http://whc.unesco.org/en/list/321
2. Sómapura Mahávihára
Ruins of the Buddhist Vihara at Paharpur
Náboženské a myšlenkové centrum Bengálska v 7. - 17. století.
1985
 http://whc.unesco.org/en/list/322
3. Sundarbans
The Sundarbans
Sundarbanský deštný prales se rozkládá v deltách řek Ganga, Brahmaputra a Meghna u Bengálského zálivu.
1997
 http://whc.unesco.org/en/list/798

## Čína

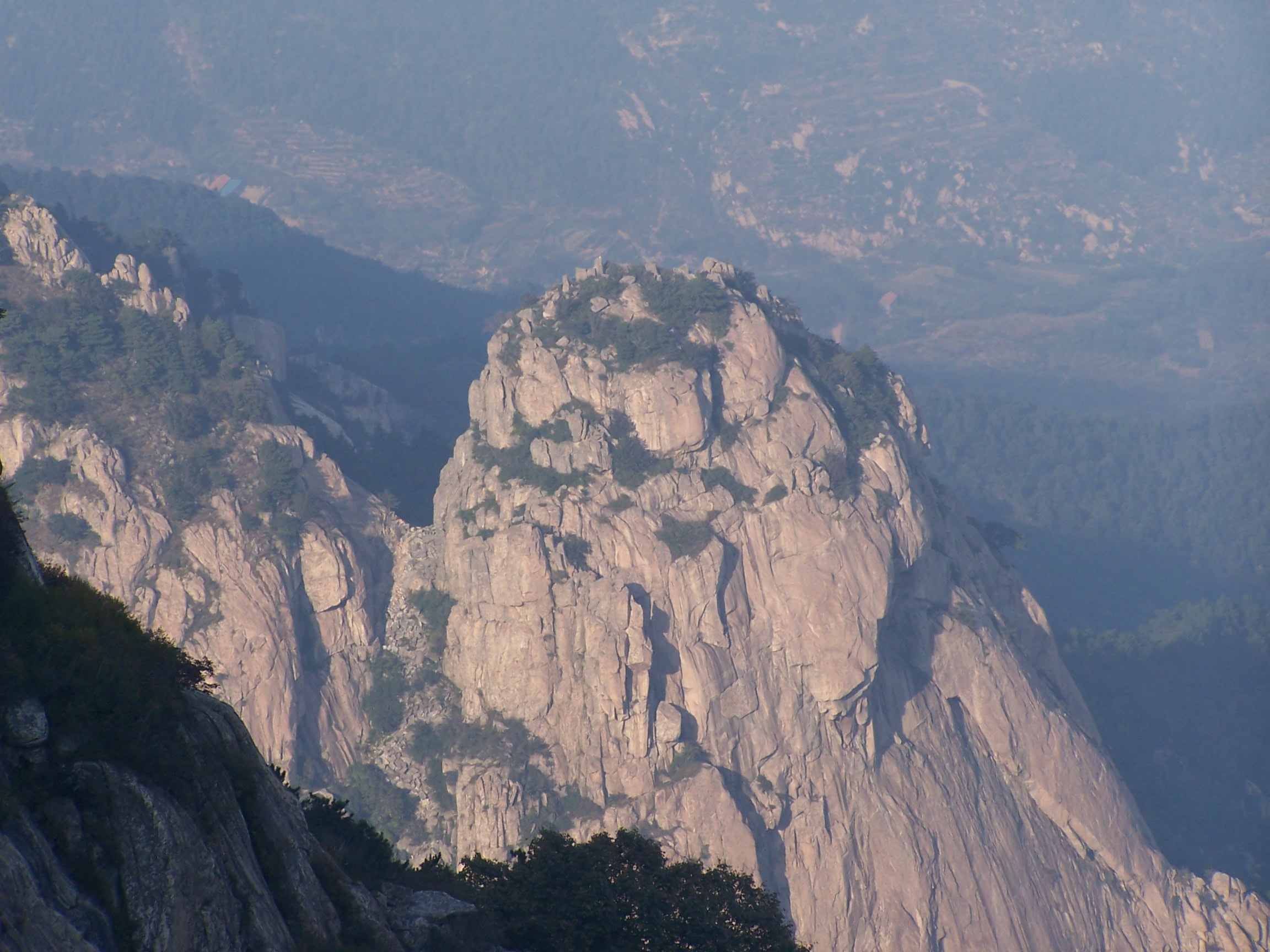
Hora Tchaj-šan

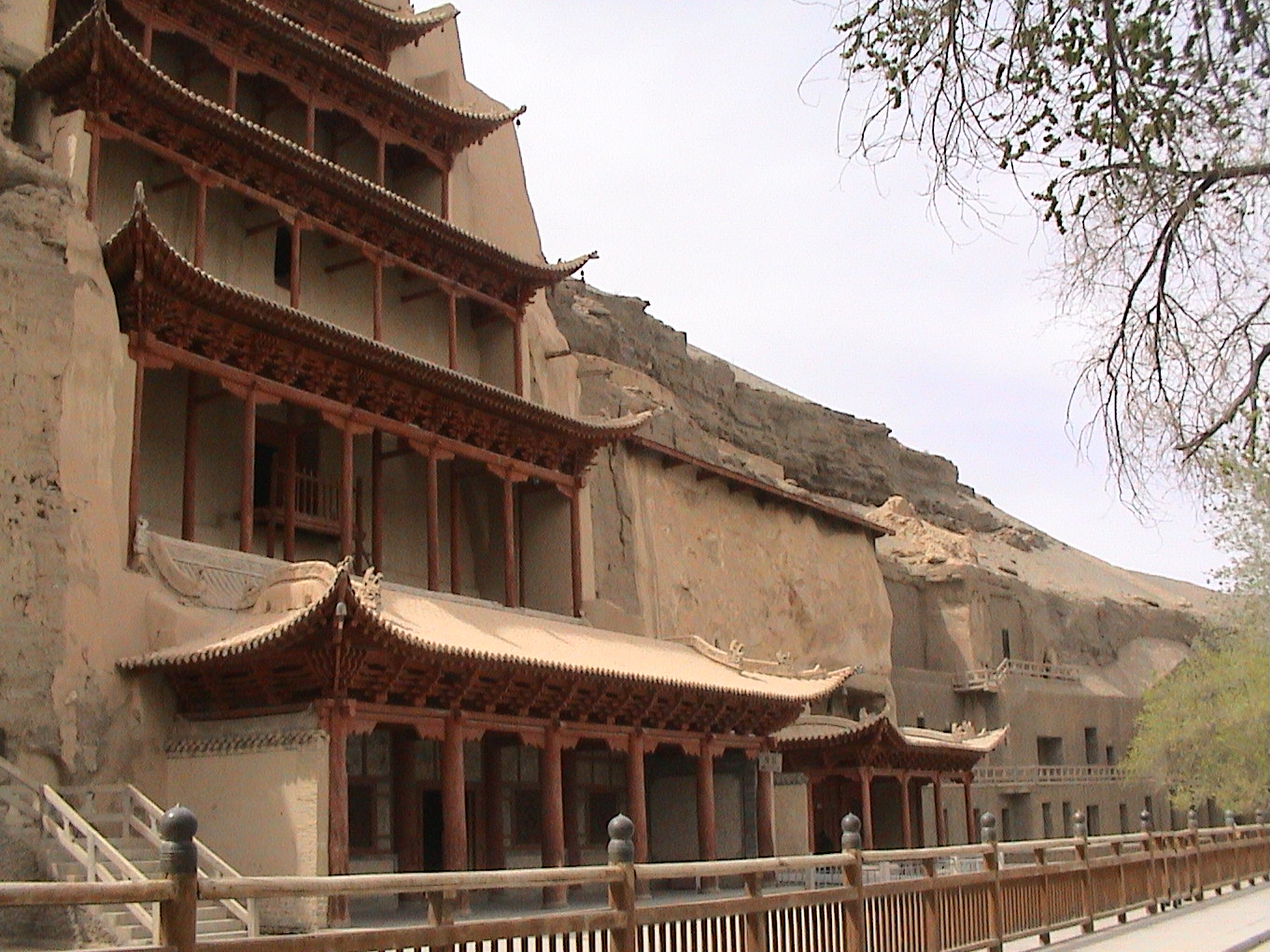
Jeskyně Mo-kao kchu

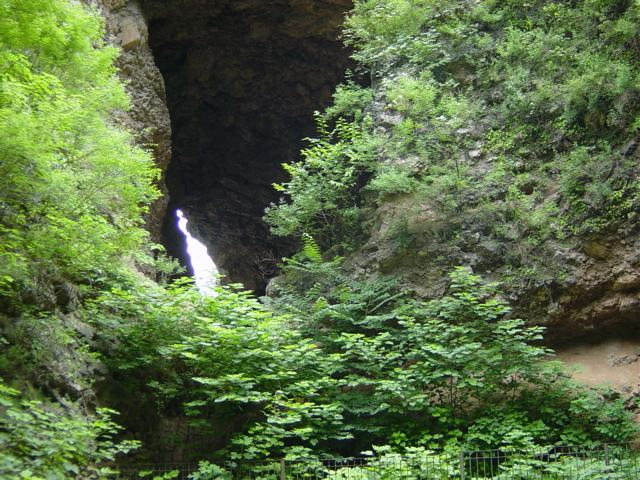
Čou-kchou-tien

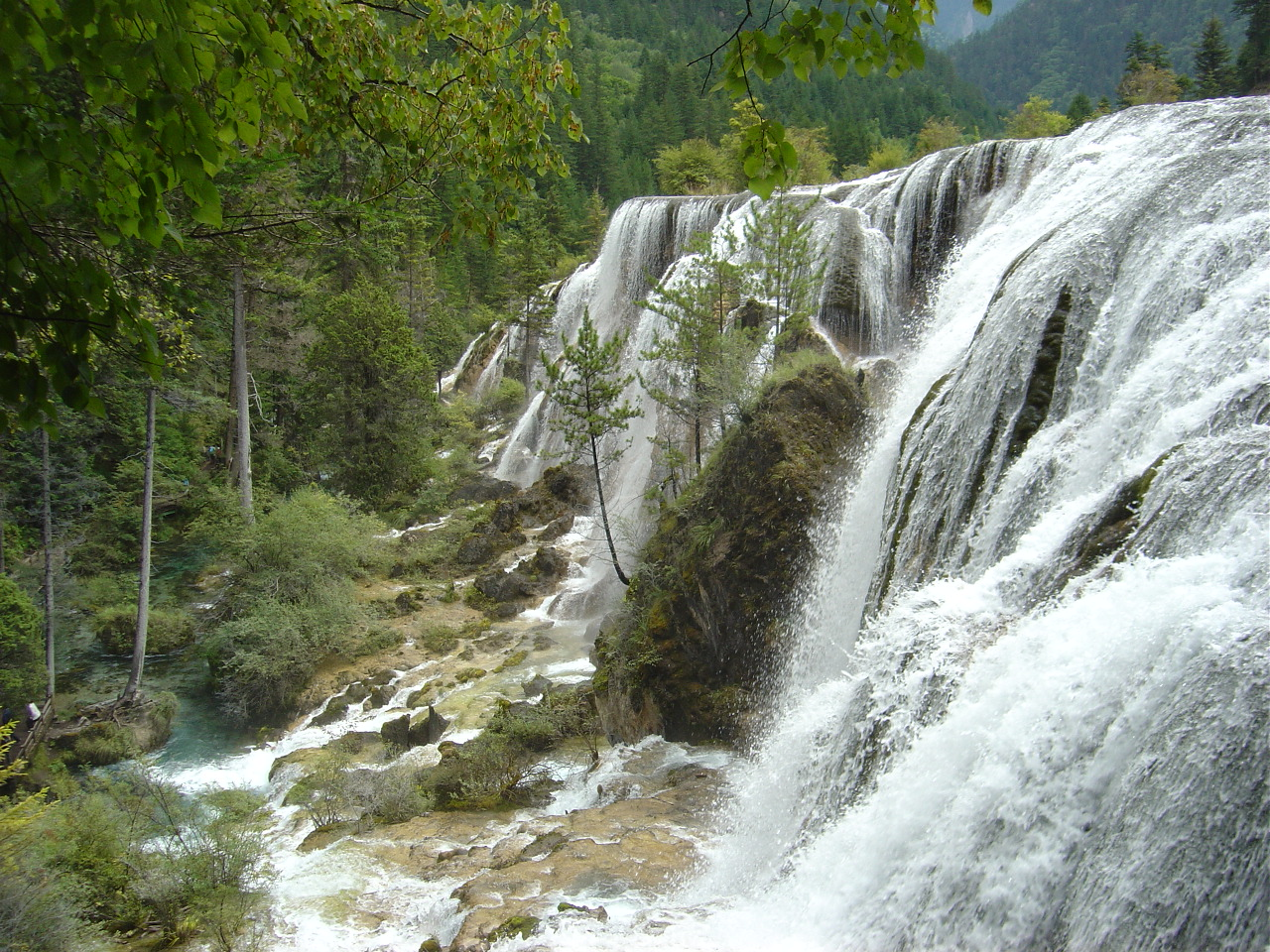
Ťiou-čaj-kou

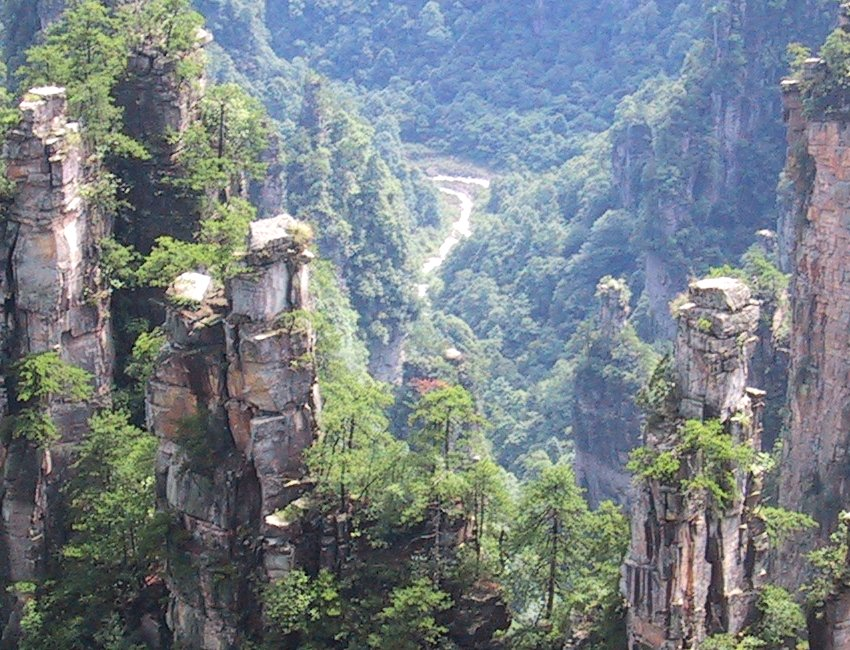
Wu-ling-jüan

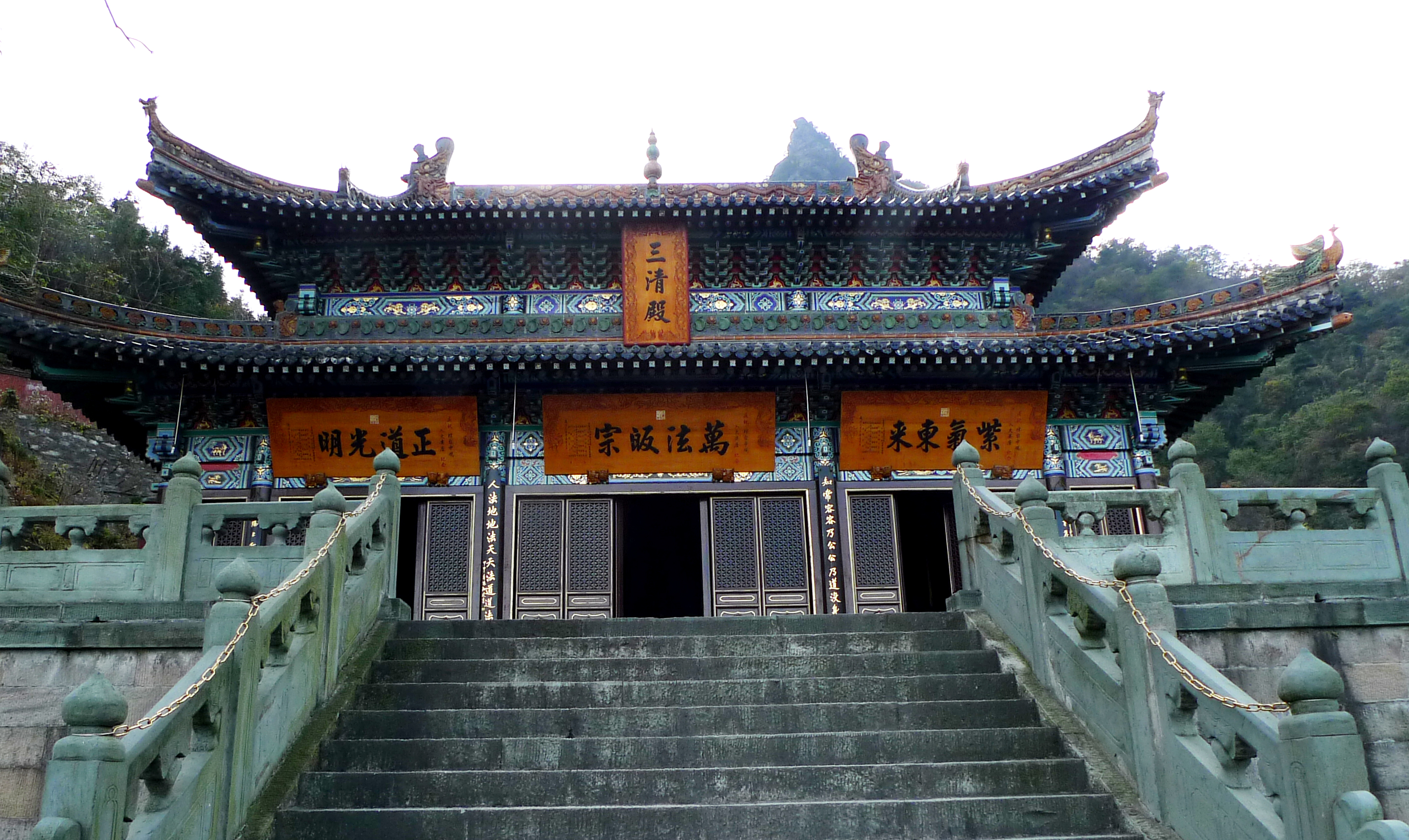
Wu-tang

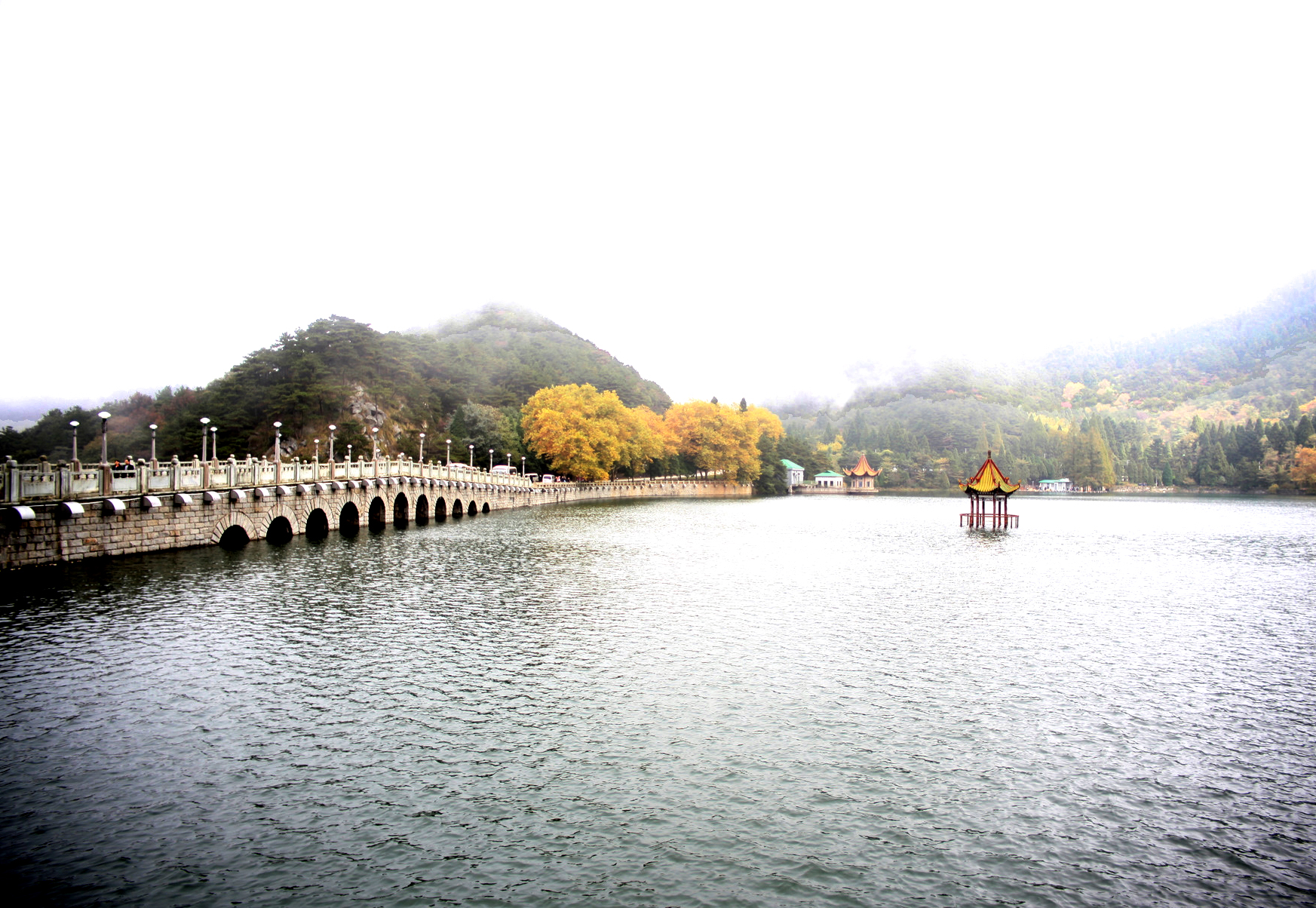
Národní park Lü-šan

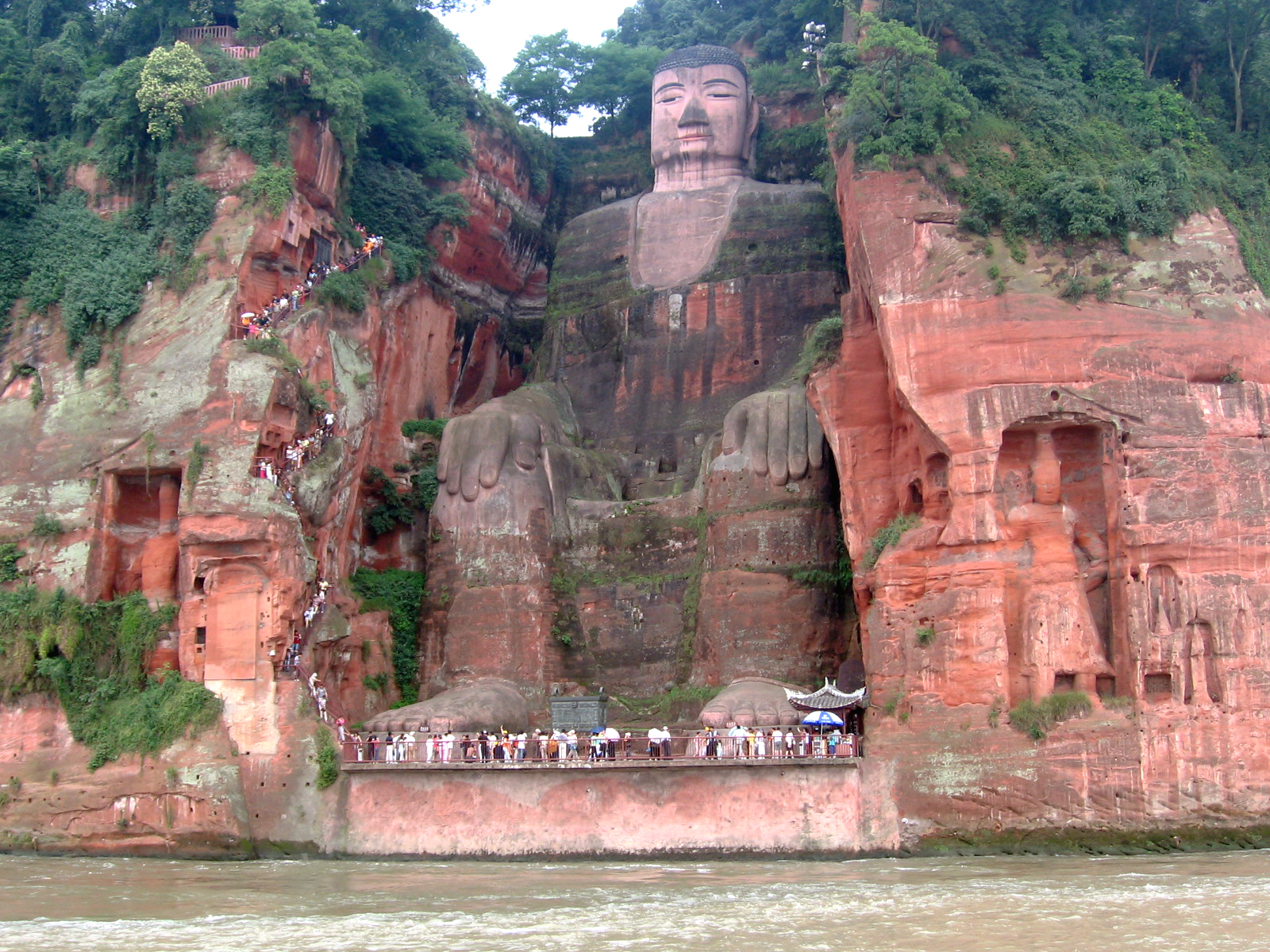
Buddha z Le-šanu

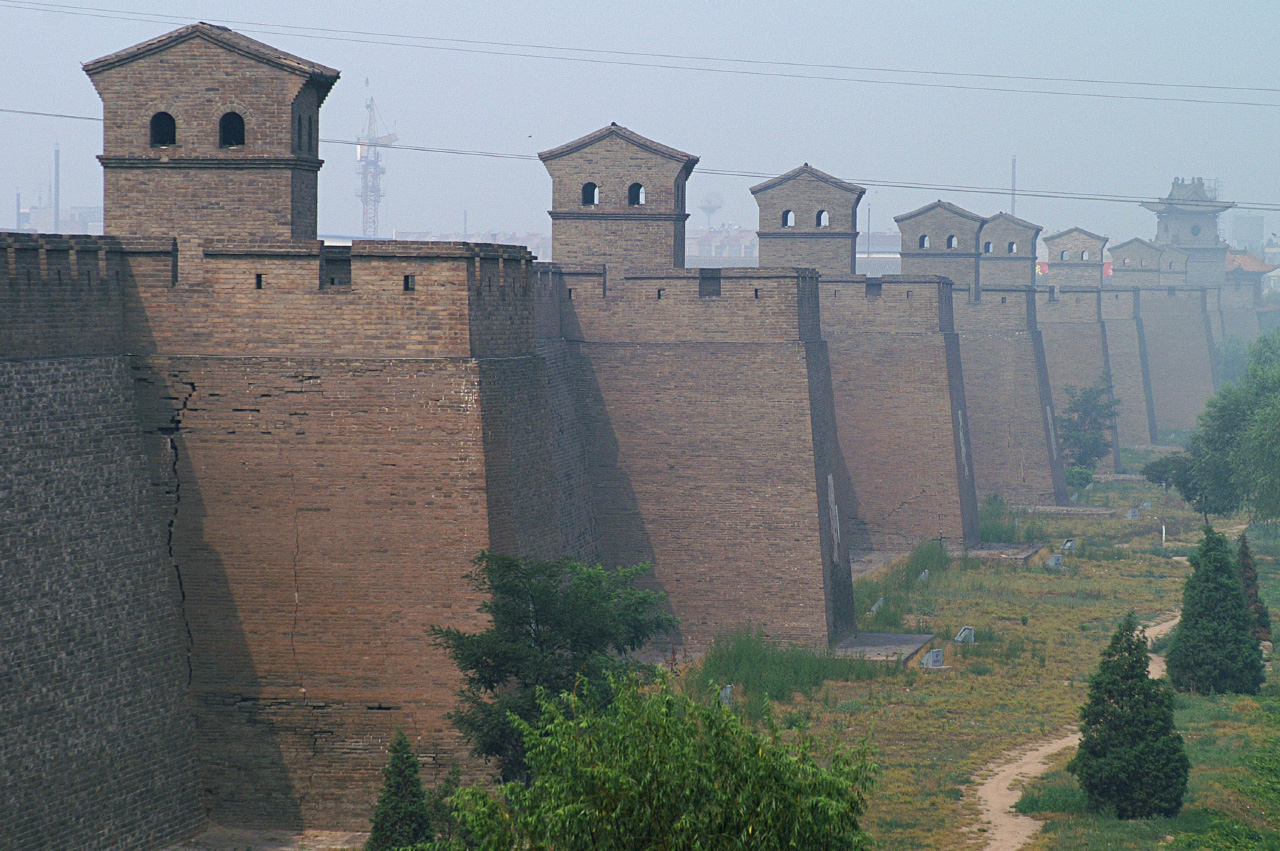
Pching-jao

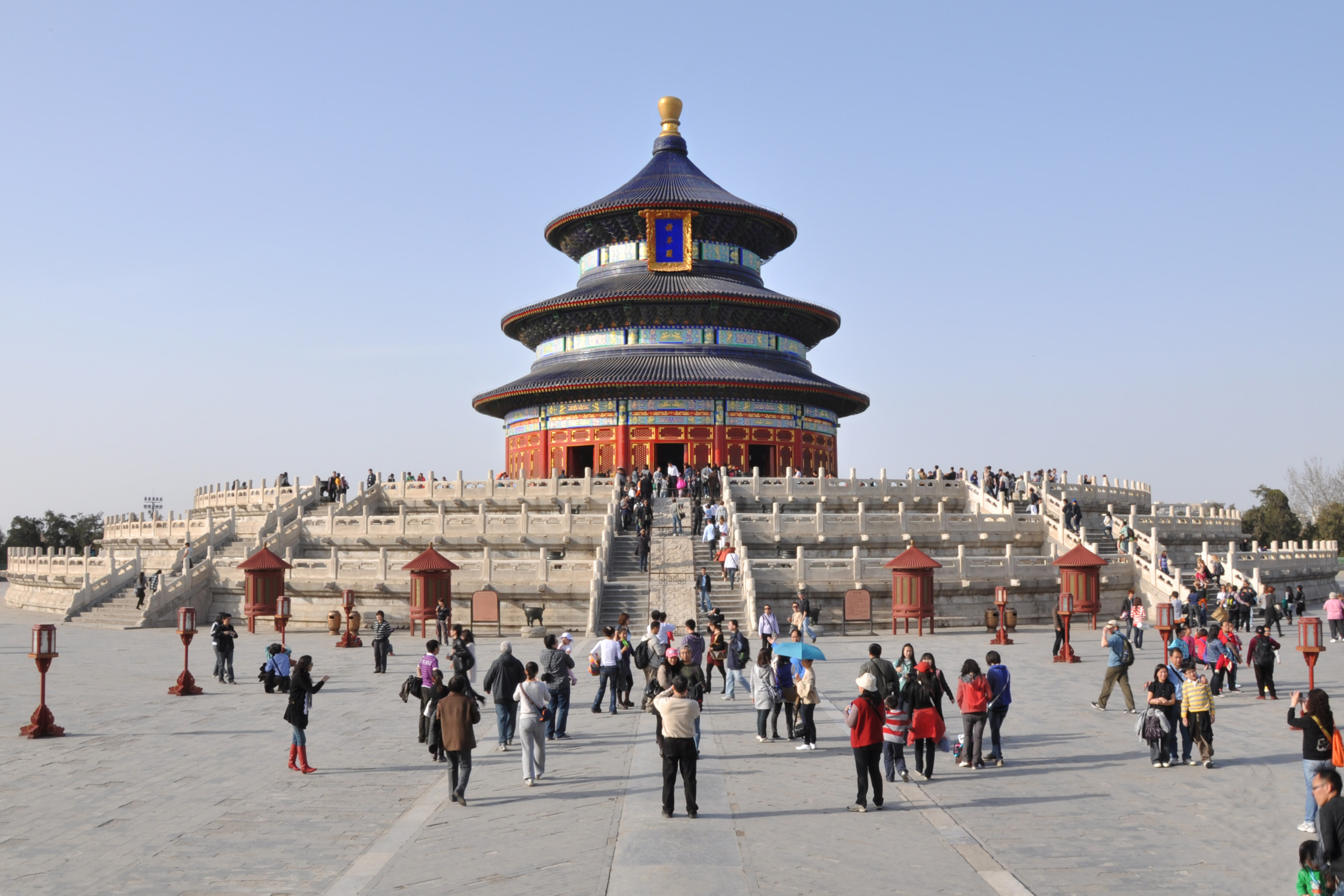
Chrám Nebes

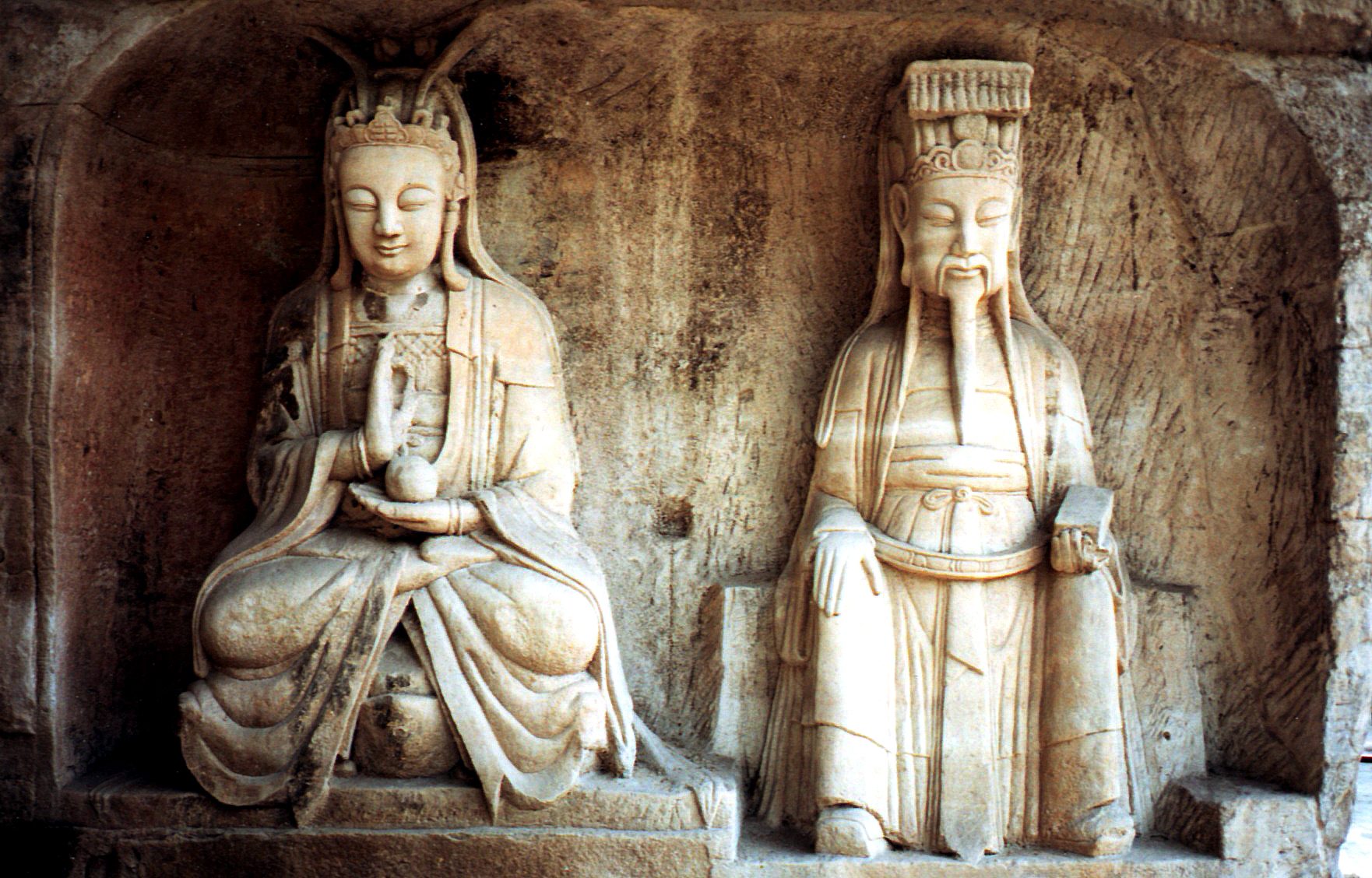
Skalní kresby v Ta-cu

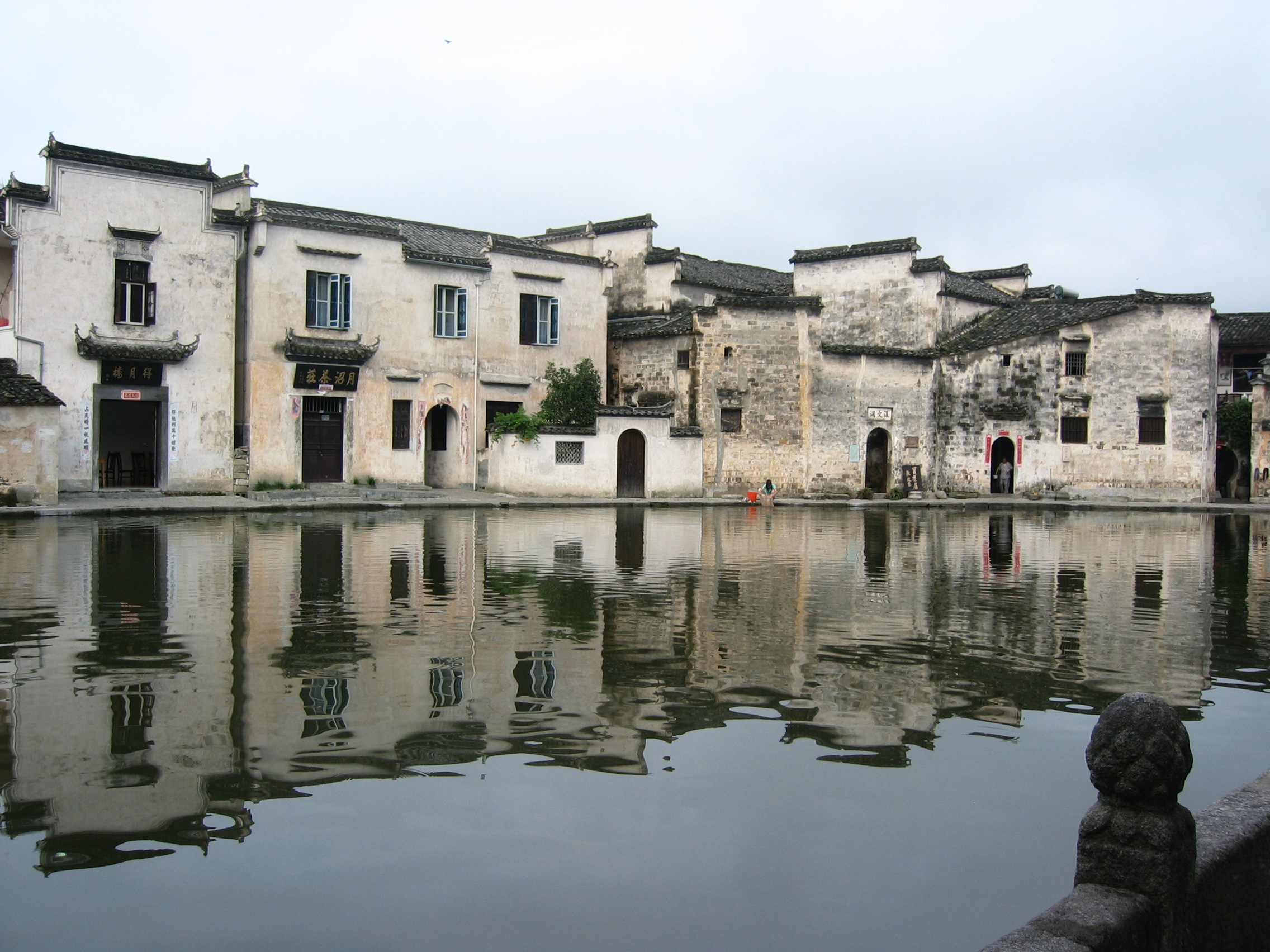
Chung-cchun

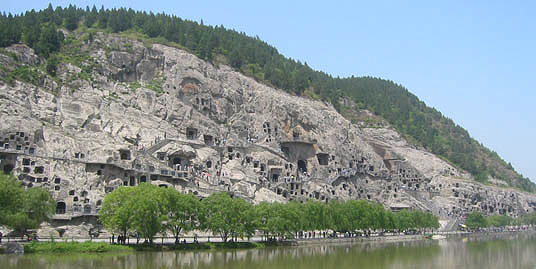
Jeskyně Lung-men

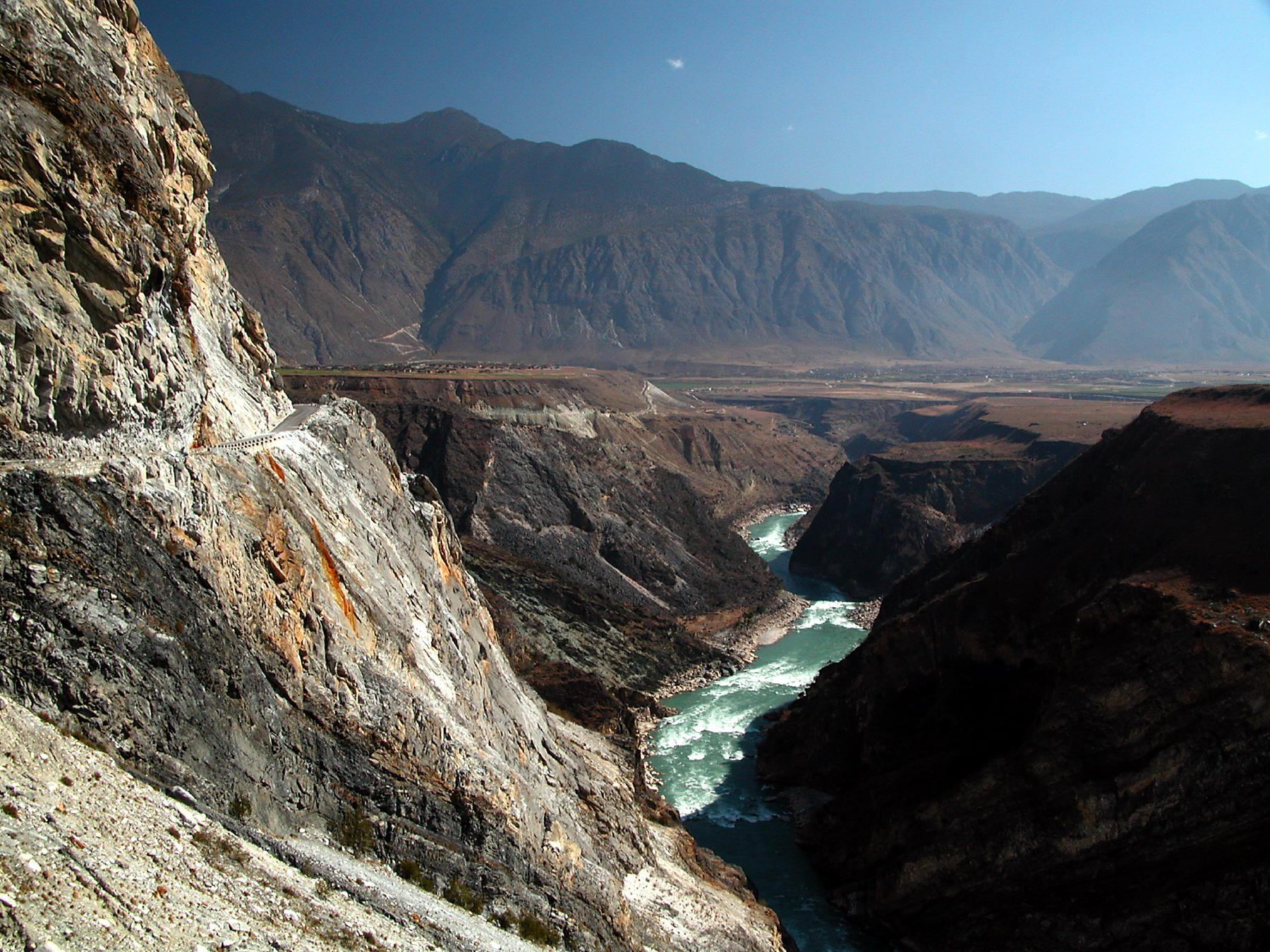
Tři souběžné řeky

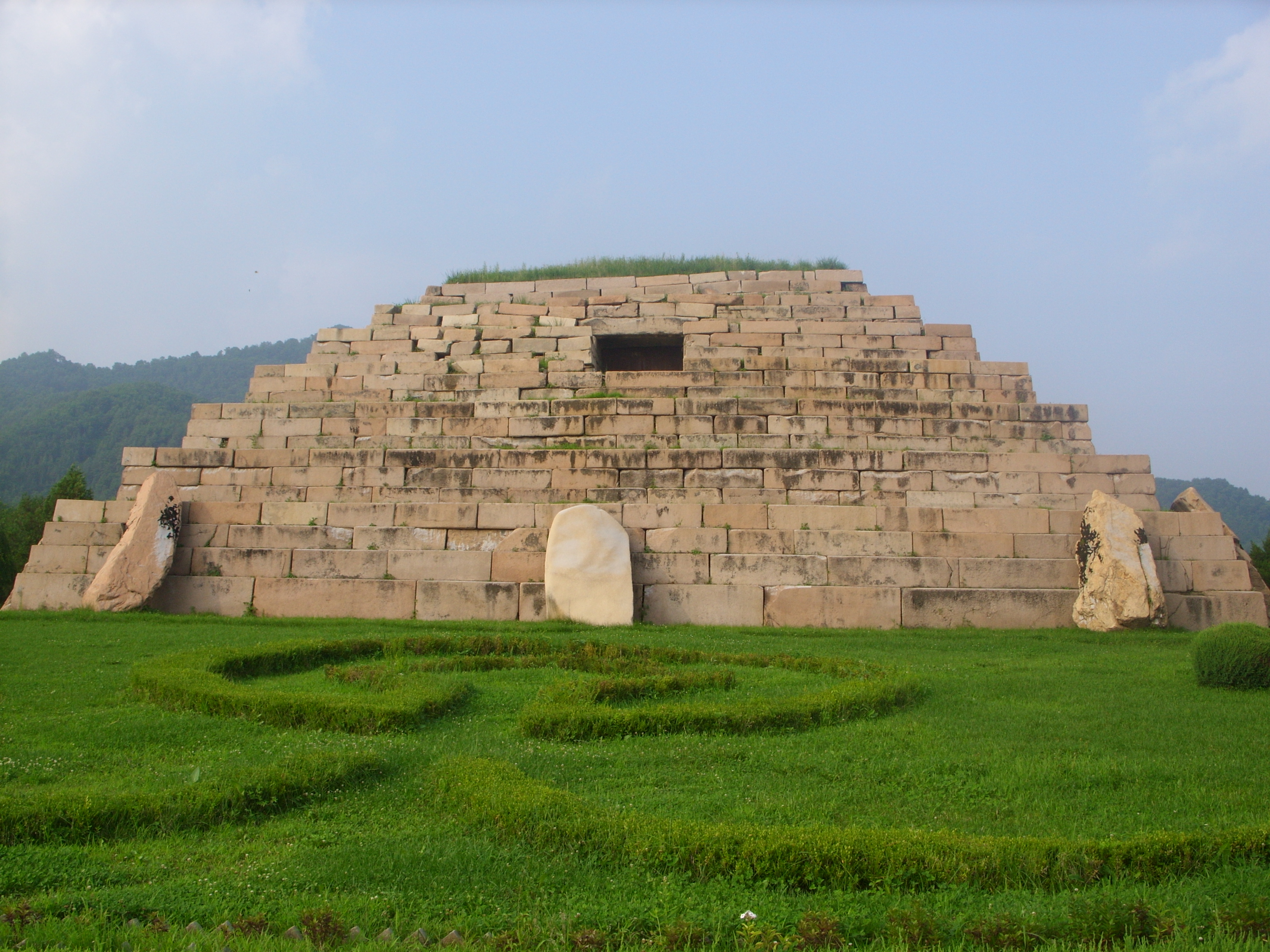
Hlavní města a hrobky starověkého království Kogurjo

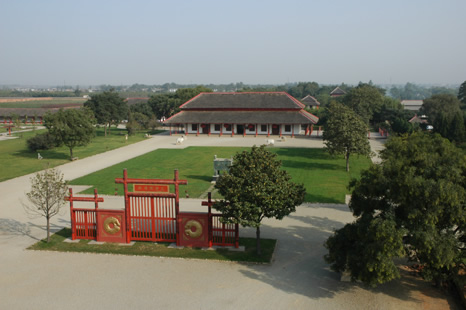
Jin-sü

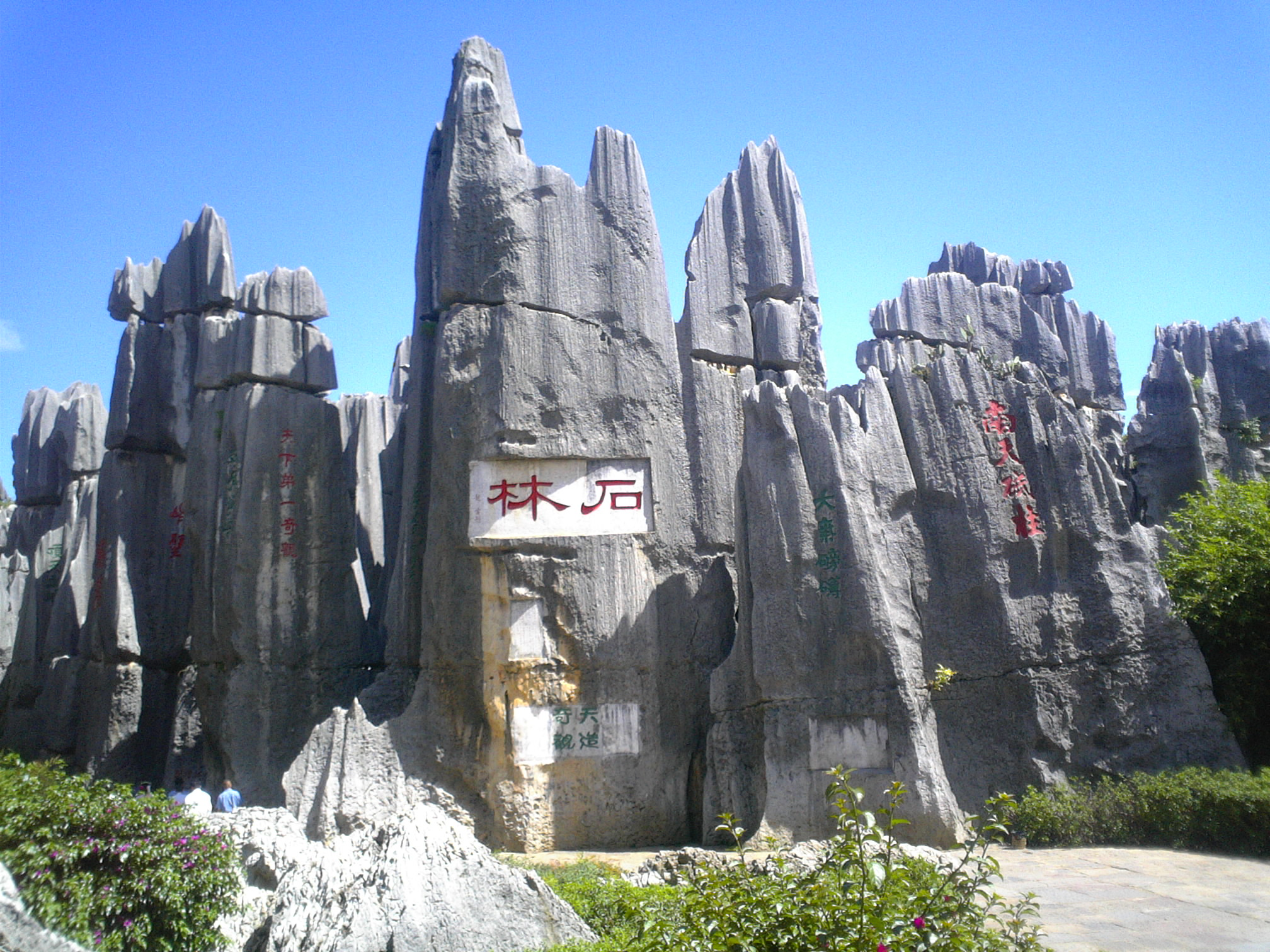
Jihočínská krasová oblast

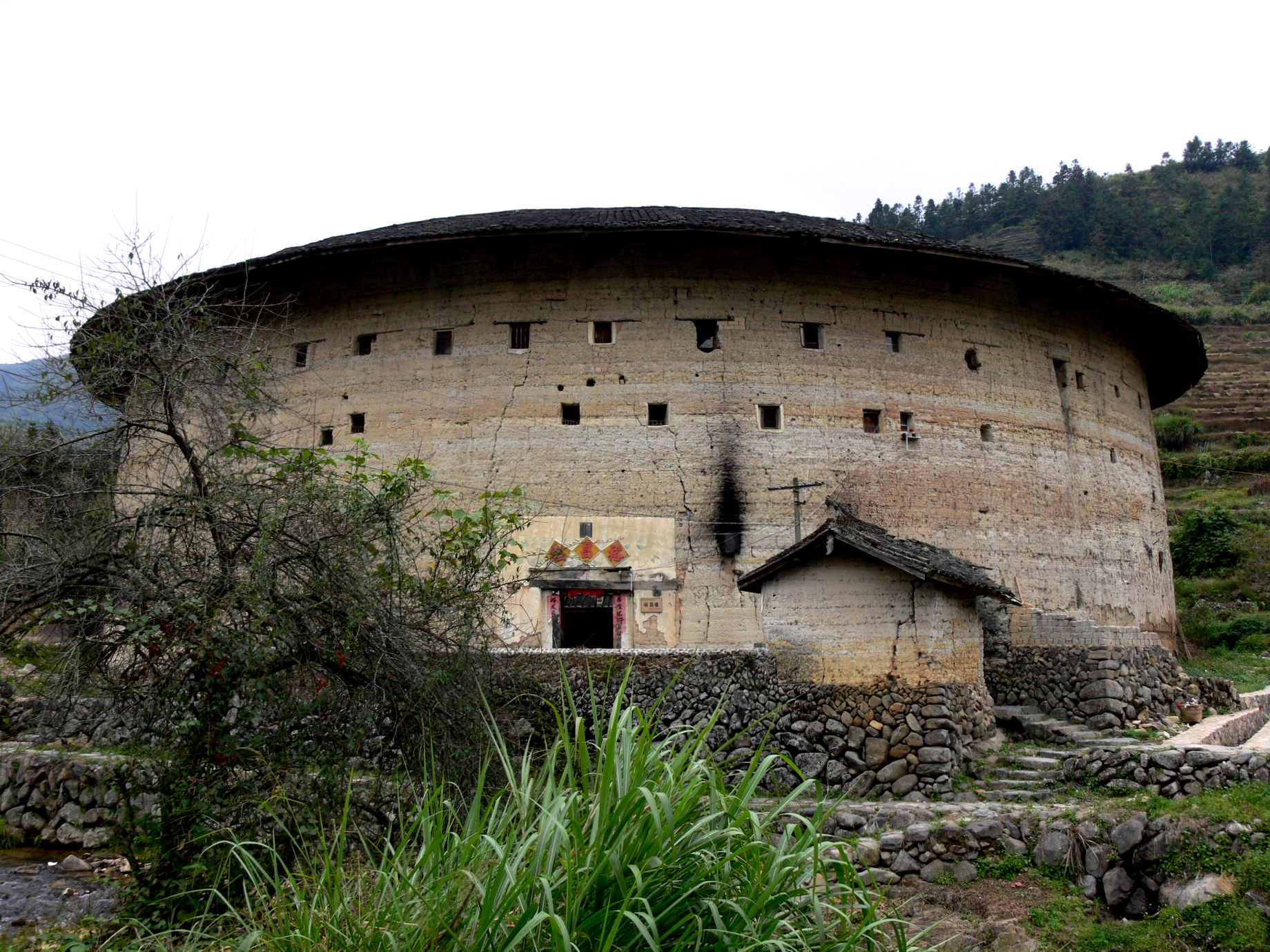
Fuťienské domy tchu-lou

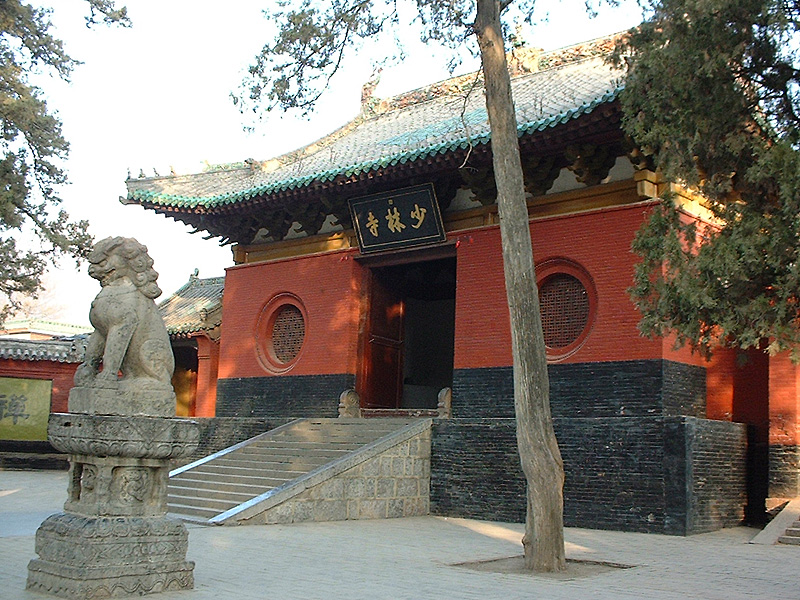
Historické monumenty v Teng-fengu

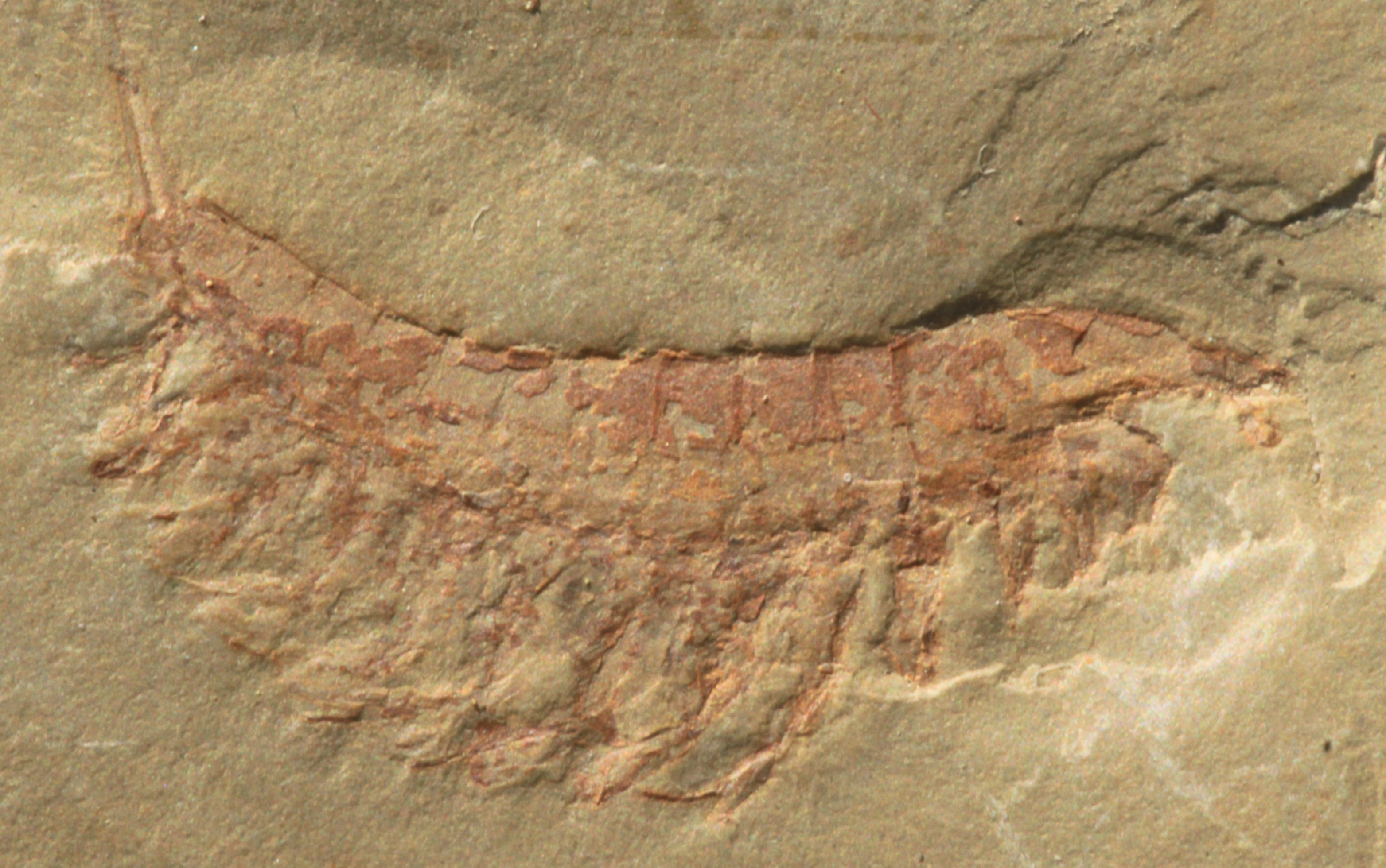
Zkameněliny v Čcheng-ťiangu

1. Císařské paláce dynastie Ming a Čching v Pekingu (Zakázané město) a Šen-jangu (Mukdenský palác)
Imperial Palaces of the Ming and Qing Dynasties in Beijing and Shenyang
Palác dynastie Ming a Čching z 15. stol. je znám jako Zakázané město v Pekingu. Paláce dynastie Čching v Šen-jangu se skládají ze 114 budov pocházejících z let 1625 až 1783.
1987, 2004
 http://whc.unesco.org/en/list/439
2. Mauzoleum prvního čchinského císaře
Mausoleum of the First Qin Emperor
Hrobka císaře z 3. století př. n. l., známá jako Terakotová armáda, ve které je pohřben mezi několika tisíci hliněných vojáků.
1987
 http://whc.unesco.org/en/list/441
3. Jeskyně Mo-kao
Mogao Caves
Na 500 skalních chrámů tvoří nejbohatší kolekci buddhistického umění na světě.
1987
 http://whc.unesco.org/en/list/440
4. Hora Tchaj-šan
Mount Taishan
Pohoří symbolizující starou čínskou civilizaci.
1987
 http://whc.unesco.org/en/list/437
5. Naleziště Čou-kchou-tien
Peking Man Site at Zhoukoudian
Naleziště pozůstatků prehistorického pekingského člověka i člověka Homo sapiens.
1987
 http://whc.unesco.org/en/list/449
6. Velká čínská zeď
The Great Wall
Jedinečný obranný systém, který vznikal po dobu téměř 2000 let.
1987
 http://whc.unesco.org/en/list/438
7. Žluté hory
Mount Huangshan
Údajně nejkrásnější hory Číny se staly inspirací pro mnoho čínských umělců.
1990
 http://whc.unesco.org/en/list/547
8. Chuang-lung
Huanglong Scenic and Historic Interest Area
Přírodní park zahrnuje různorodé ekosystémy. Žije zde panda velká.
1992
 http://whc.unesco.org/en/list/638
9. Ťiou-čaj-kou
Jiuzhaigou Valley Scenic and Historic Interest Area
Krasové údolí zahrnující různorodé ekosystémy.
1992
 http://whc.unesco.org/en/list/637
10. Wu-ling-jüan
Wulingyuan Scenic and Historic Interest Area
Pískovcový přírodní park, chrání ohrožené druhy flóry a fauny.
1992
 http://whc.unesco.org/en/list/640
11. Wu-tang
Ancient Building Complex in the Wudang Mountains
Komplex paláců a chrámů ze 7. až 17. století
1994
 http://whc.unesco.org/en/list/705
12. Palácový komplex Potála ve Lhase
Historic Ensemble of the Potala Palace, Lhasa
Administrativní, náboženský a politický komplex stojí na Červené hoře uprostřed údolí Lhasa v nadmořské výšce 3 700 m.
1994, 2000, 2001
 http://whc.unesco.org/en/list/707
13. letovisko Čcheng-te
Mountain Resort and its Outlying Temples, Chengde
Komplex paláců, chrámů a zahrad z 18. století.
1994
 http://whc.unesco.org/en/list/703
14. Čchü-fu
Temple and Cemetery of Confucius and the Kong Family Mansion in Qufu
Konfuciův chrám, hřbitov a rezidence rodiny Kchung.
1994
 http://whc.unesco.org/en/list/704
15. Národní park Lu-šan
Lushan National Park
Národní park s buddhistickými a taoistickými chrámy, jedno z duchovních center Číny.
1996
 http://whc.unesco.org/en/list/778
16. Hora E-mej-šan a Lešanský Buddha
Mount Emei Scenic Area, including Leshan Giant Buddha Scenic Area
Posvátné místo buddhistů. Největší socha Buddhy na světě (Buddha z Leshanu, 71 m)
1996
 http://whc.unesco.org/en/list/779
17. Starobylé město Pching-jao
Ancient City of Ping Yao 
Příklad tradiční čínské městské architektury 14. – 19. století.
1997
 http://whc.unesco.org/en/list/812
18. Klasické zahrady v Su-čou
Classical Gardens of Suzhou
Mistrovské dílo ve svém žánru. Vytvořeny v 16. až 18. století a obrážejí hlubokou metafyzickou důležitost krásy přírody v čínské kultuře.
1997, 2000
 http://whc.unesco.org/en/list/813
19. Staré město Li-ťiang
Old Town of Lijiang
Město Li-ťiang je harmonicky vklíněno do neobvyklého terénu.
1997
 http://whc.unesco.org/en/list/811
20. Letní palác a císařská zahrada v Pekingu
Summer Palace, an Imperial Garden in Beijing
Mistrovské dílo čínského zahradního designu pochází z r. 1750.
1998
 http://whc.unesco.org/en/list/880
21. Chrám nebes
Temple of Heaven: an Imperial Sacrificial Altar in Beijing
Císařský obětní oltář v Pekingu - Chrám Nebes 15. stol. je komplexem chrámových staveb umístěných v zahradách a obklopených starými borovicovými lesy.
1998
 http://whc.unesco.org/en/list/881
22. Skalní kresby v Ta-cu
Dazu Rock Carvings
Skalní kresby z 9. až 13. stol. dokumentují soužití buddhismu, taoismu a konfucianismu v jednom harmonickém celku.
1999
 http://whc.unesco.org/en/list/912
23. Pohoří Wu-i
Mount Wuyi
Přírodní rezervace a zříceniny mnoha chrámů z období rozvoje neokonfucianismu (11. stol.).
1999
 http://whc.unesco.org/en/list/911
24. Starověké vesnice Si-ti a Chung-cchun v provincii An-chuej
Ancient Villages in Southern Anhui - Xidi and Hongcun
Jedinečné jsou zejména plány ulic, jejich architektura, výzdoba a propojení domů s vodovodním systémem.
2000
 http://whc.unesco.org/en/list/1002
25. Císařské hrobky dynastií Ming a Čching
Imperial Tombs of the Ming and Qing Dynasties
Hrobky jsou přírodní útvary upravené lidmi podle pravidel feng-šuej. Ilustrují kontinuální vývoj po dobu pěti století.
2000, 2003, 2004
 http://whc.unesco.org/en/list/1004
26. Jeskyně Lung-men
Longmen Grottoes
Největší soubor sochařských děl v Číně, které se datují od období dynastie Wej po dynastii Tang (493-907).
2000
 http://whc.unesco.org/en/list/1003
27. Hora Čching-čcheng a tuťiangjenský zavlažovací systém
Mount Qingcheng and the Dujiangyan Irrigation System
Stavba zavlažovacího systému započala v 3. století př. n. l. a dodnes zavlažuje vodou řeky Min-ťiang úrodné planiny kolem Čcheng-tu.
2000
 http://whc.unesco.org/en/list/1001
28. Jeskyně Jün-kang
Yungang Grottoes
252 buddhistických jeskyní a 51 000 soch ve městě Ta-tchung (provincie Šan-si) z 5. a 6. stol.
2001
 http://whc.unesco.org/en/list/1039
29. Tři souběžné řeky
Three Parallel Rivers of Yunnan Protected Areas
Národní park Tři souběžné řeky v provincii Jün-nan zahrnuje horní toky tří velkých asijských řek – Jang-c’, Mekong a Salwin.
2003
 http://whc.unesco.org/en/list/1083
30. Hlavní města a hrobky starověkého království Kogurjo
Capital Cities and Tombs of the Ancient Koguryo Kingdom
Horská města Wu-nu a Wan-tu a město Kuo-nej obsahují 14 královských a 26 šlechtických hrobek.
2004
 http://whc.unesco.org/en/list/1135
31. Historické centrum Macaa
Historic Centre of Macao
Historický portugalský přístav jehož základy byly položeny v 16. stol.
2005
 http://whc.unesco.org/en/list/1110
32. Útočiště pandy velké v S’-čchuanu
Sichuan Giant Panda Sanctuaries
Oblast v horách Čchiung-laj a Ťia-ťin zahrnující sedm přírodních rezervací a devět krajinných parků, která je domovem 30 % populace pandy velké
2006
 http://whc.unesco.org/en/list/1213
33. Jin-sü
Yin Xu
Starověké hlavní město dynastie Šang (1300 až 1046 př. n. l. Rozsáhlé archeologické naleziště.
2006
 http://whc.unesco.org/en/list/1114
34. Kchajpchingské vesnice a věže tiao-lou
Kaiping Diaolou and Villages
Několikapatrové opevněné věžovité vesnické domy tiao-lou v Kchaj-pchingu a okolí pocházející z počátku 20. stol. Prolínání západních a čínských architektonických struktur. 
2007
http://whc.unesco.org/en/list/1112
35. Jihočínská krasová oblast 
South China Karst
Krasová oblast o rozloze více než půl milionu kilometrů čtverečních v provinciích Jün-nan, Kuej-čou a Kuang-si. 
2007
http://whc.unesco.org/en/list/1248
36. Fuťienské domy tchu-lou
Fujian Tulou
Několikapatrové opevněné hliněné domy tchu-lou ve Fu-ťienu. 
2008
http://whc.unesco.org/en/list/1113
37. San-čching-šan 
Sanqingshan 
Hora San-čching-šan vyniká přírodními scenériemi.
2008
http://whc.unesco.org/en/list/1292
38. Wu-tchaj-šan 
Mount Wutai 
Posvátná hora buddhismu. Přes 50 klášterů a chrámů různého stáří.
2009
http://whc.unesco.org/en/list/1279
39. Historické památky Teng-fengu „ve středu Nebe a Země“
Historic Monuments of Dengfeng in “The Centre of Heaven and Earth” 
Historické památky Teng-fengu a okolí patří k nejlepším příkladům starověkých čínských budov s náboženským, vědeckým, technickým a vzdělávacím určením.
2010
http://whc.unesco.org/en/list/1305
40. Čínské krajiny tan-sia
China Danxia 
Velkolepé červené skály s řadou přírodních pilířů, věží, roklí, údolí, vodopádu vzniklých erozí.
2010
http://whc.unesco.org/en/list/1335
41. Kulturní krajina okolo Západního jezera v Chang-čou
West Lake Cultural Landscape of Hangzhou 
Oblast zahrnující Západní jezero s pahorky lemující jeho tři strany inspirovala slavné básníky, vědce a umělce už od 9. století.
2011
http://whc.unesco.org/en/list/1334
42. Naleziště fosilií v Čcheng-ťiangu
Chengjiang Fossil Site 
512 hektarů půdy ukrývající fosilie z období prvohor.
2012
http://whc.unesco.org/en/list/1388
43. Šang-tu
Site of Xanadu 
Město na sever od Velké čínské zdi, ve kterém se prolínaly kultury Číny a kočovných Mongolů
2012
http://whc.unesco.org/en/list/1389
44. Pohoří Ťan-šan v Sin-ťiangu
Xinjiang Tianshan 
6 000 km² chráněného území v pohoří Ťan-šan.
2013
http://whc.unesco.org/en/list/1414
45. Kulturní krajina chanijských rýžových teras v Chung-che
Cultural Landscape of Honghe Hani Rice Terraces 
Více než 16 000 ha rýžových teras vybudovaných národem Chaniů na jihu provincie Jün-nan.
2013
http://whc.unesco.org/en/list/1111
46. Hedvábná stezka: síť cest v koridoru Čchang-an – Ťan-šan
Silk Roads: the Routes Network of Chang'an-Tianshan Corridor 
Část Hedvábné stezky z Číny do středoasijského Sedmiříčí zformovaná okolo roku 0.
2014
http://whc.unesco.org/en/list/1442
47. Velký kanál
The Grand Canal 
Nejdelší starověká umělá řeka světa.
2014
http://whc.unesco.org/en/list/1443
48. Sídla domorodých úřadů tchu-s’
Tusi Sites 
Tři zříceniny pevností a okolní archeologické lokality. 
2015
http://whc.unesco.org/en/list/1474
49. Chuašanské skalní malby
Zuojiang Huashan Rock Art Cultural Landscape 
Skalní malby staré až 2500 let.
2016
http://whc.unesco.org/en/list/1508
50. Lesy Šen-nung-ťia v Chu-peji
Hubei Shennongjia
73 318 hektarů původního lesa centrální Číny, habitat pestré flory a fauny.
2016
http://whc.unesco.org/en/list/1509
51. Pohoří Kokošili v Čching-chaji
Qinghai Hoh Xil 
37 356 km² hor a stepí v nadmořské výšce přes 4500 m n. m.
2017
http://whc.unesco.org/en/list/1540
52. Historické mezinárodní sídliště Ku-lang-jü
Kulangsu: a Historic International Settlement 
Malý ostrov v blízkosti fuťienského přístavního města Sia-men sloužil od poloviny 19. století jako středisko obchodní i kulturní výměny mezi Čínou a zahraničím.
2017
http://whc.unesco.org/en/list/1541
53. Fan-ťing-šan
Fanjingshan 
Biosférická a památková rezervace pro primitivní vegetace střední subtropické alpské oblasti západní Číny.
2018
http://whc.unesco.org/en/list/1559/
54. Hnízdiště stěhovavých ptáků podél pobřeží Žlutého moře a Pochajského zálivu
Migratory Bird Sanctuaries along the Coast of Yellow Sea–Bohai Gulf of China 
Biosférická rezervace pro stěhovavé ptáky.
2019
http://whc.unesco.org/en/list/1606/
55. Archeologické naleziště města Liang-ču
Archaeological Ruins of Liangzhu City 
Více než 5 000 let staré město zemědělské civilizace.
2019
http://whc.unesco.org/en/list/1592/
56. Čchüan-čou: světové emporium za říše Sung a říše Jüan
Quanzhou: Emporium of the World in Song-Yuan China 
Centrum obchodu mezi vnitrozemím Číny a především arabskými obchodníky mezi 10. a 14. stoletím
2021
https://whc.unesco.org/en/list/1561
57. Kulturní krajina starých čajových lesů na hoře Jingmai v Pchu-er
Cultural Landscape of Old Tea Forests of the Jingmai Mountain in Pu’er 
Krajina s napůl divokými a napůl pěstovanými čajovníky starší než 1000 let s dobře zachovalými velkými starobylými čajovými plantážemi Pu'er.
2023
https://whc.unesco.org/en/list/1665
58. Poušť Badain Jaran – písečné věže a jezera
Badain Jaran Desert - Towers of Sand and Lakes 
Krajina, která se vyznačuje vysokou hustotou velkolepých megadun, protkaných řadou mezidunových jezer.
2024
https://whc.unesco.org/en/list/1638
59. Pekingská centrální osa: Stavební soubor vystavující ideální řád čínského hlavního města
Beijing Central Axis: A Building Ensemble Exhibiting the Ideal Order of the Chinese Capital 
Příklad ideálního půdorysu čínského hlavního města a urbanistické plánování v souladu s konfuciánskou filozofií a řádem světa.
2024
https://whc.unesco.org/en/list/1714
60. Císařské hroby Si Sia
Xixia Imperial Tombs 
Nekropolis císařů státu Západní Sia.
2025
https://whc.unesco.org/en/list/1736

## Filipíny

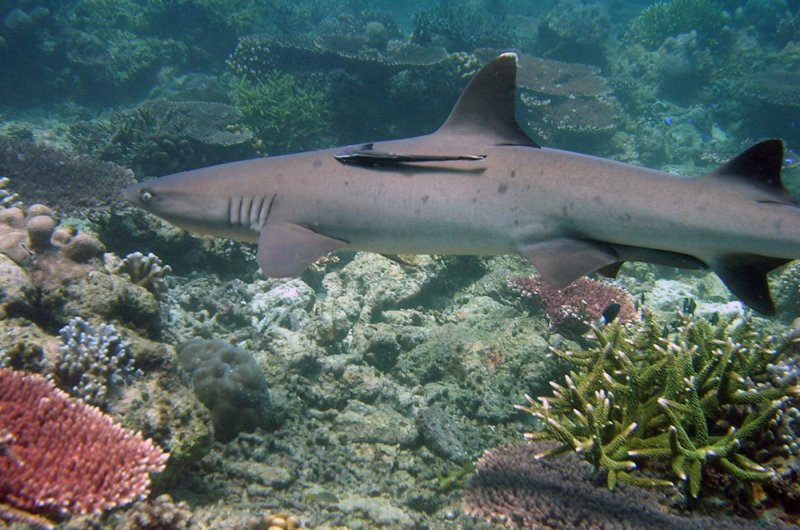
Korálový útes Tubbataha

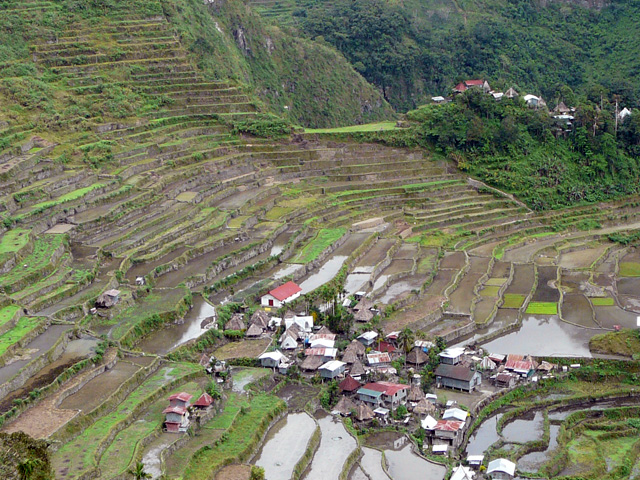
Rýžové terasy filipínských Kordiller

1. Barokní kostely Filipín
Baroque Churches of the Philippines
Kostely ve městech Manila, Santa Maria, Paoay a Miagao představují fúzi evropského baroka a místního řemeslného zpracování.
1993
 http://whc.unesco.org/en/list/677
2. Korálový útes Tubbataha
Tubbataha Reef Marine Park
Mořský park na korálových útesech.
1993
 http://whc.unesco.org/en/list/653
3. Rýžové terasy filipínských Kordiller
Rice Terraces of the Philippine Cordilleras
Rýžové terasy se v průběhu 2000 let staly součástí přírody.
1995
 http://whc.unesco.org/en/list/722
4. Historické město Vigan
Historic Town of Vigan
Město Vigan, založené v 16. století, je nejlépe zachovaným příkladem plánovaného španělského koloniálního města v Asii.
1999
 http://whc.unesco.org/en/list/502
5. Národní park Puerto-Princesa Subterranean River
Puerto-Princesa Subterranean River National Park
Vápencový kras s podzemní řekou ústící přímo do moře.
1999
 http://whc.unesco.org/en/list/652
6. Útočiště divoké přírody okolo hory Mount Hamiguitan
Mount Hamiguitan Range Wildlife Sanctuary
Ekologicky hodnotné území ve východní části ostrova Mindanao.
2014
http://whc.unesco.org/en/list/1403

## Indie

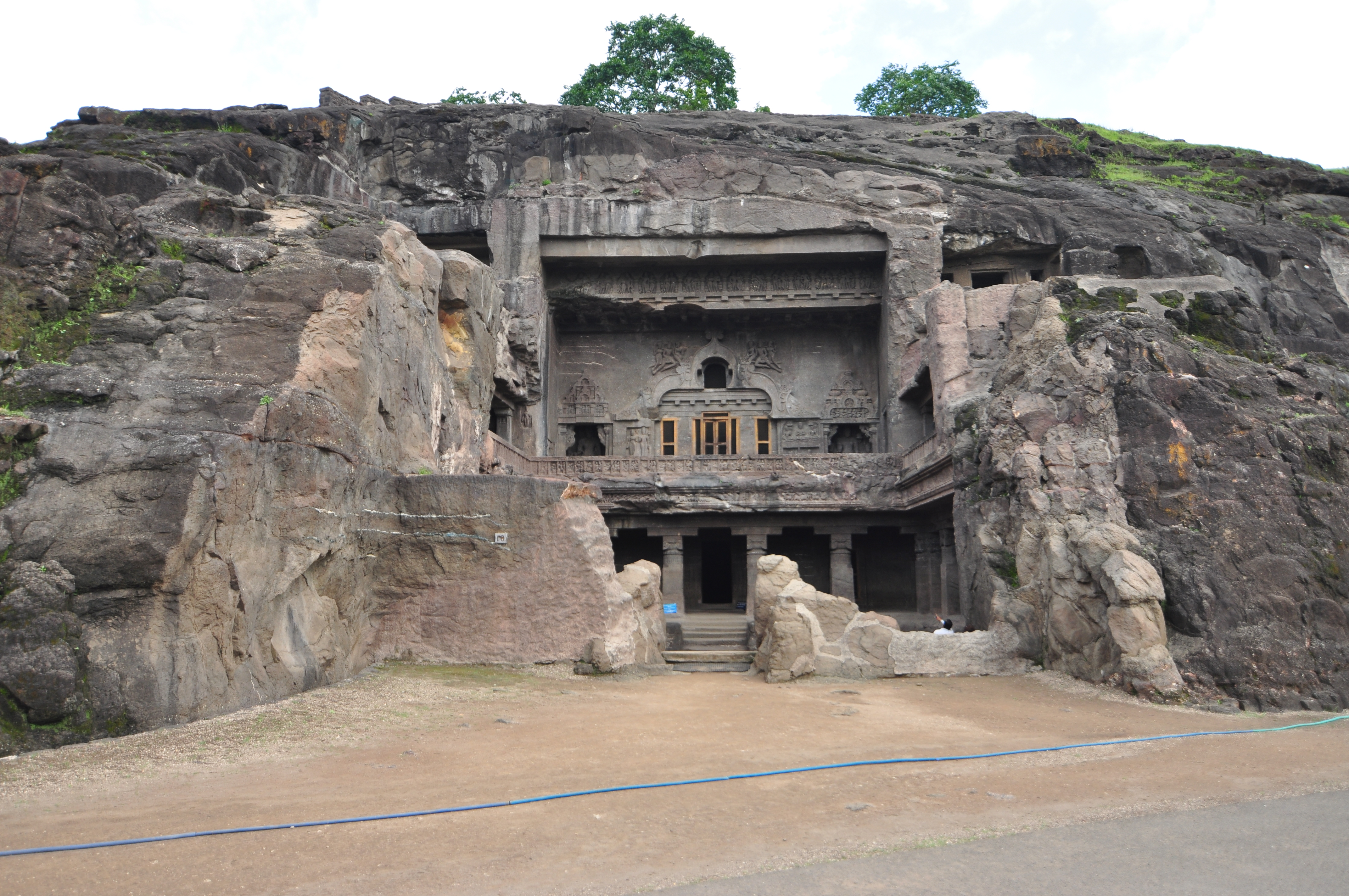
Jeskyně Éllóra

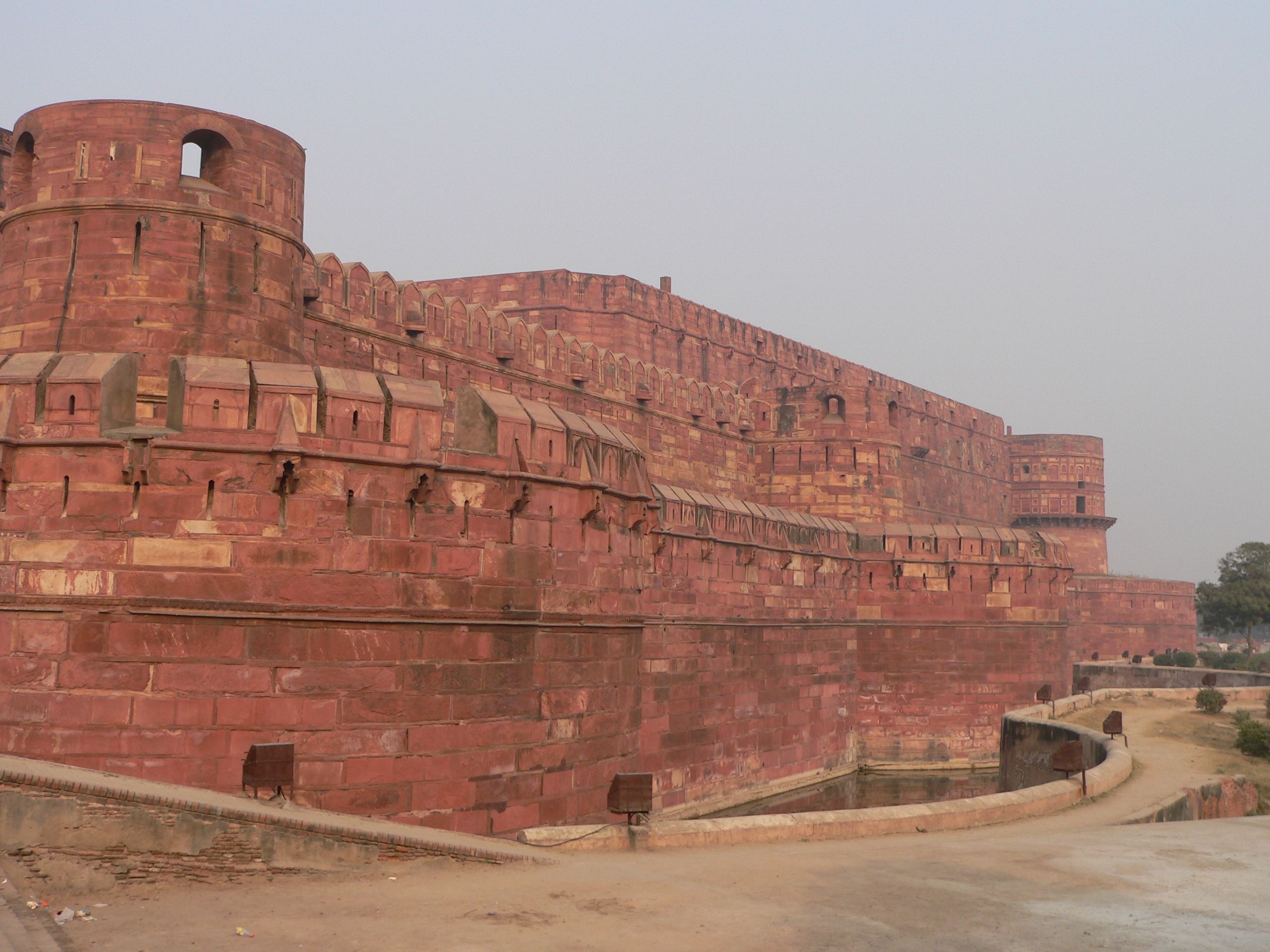
Pevnost Ágra

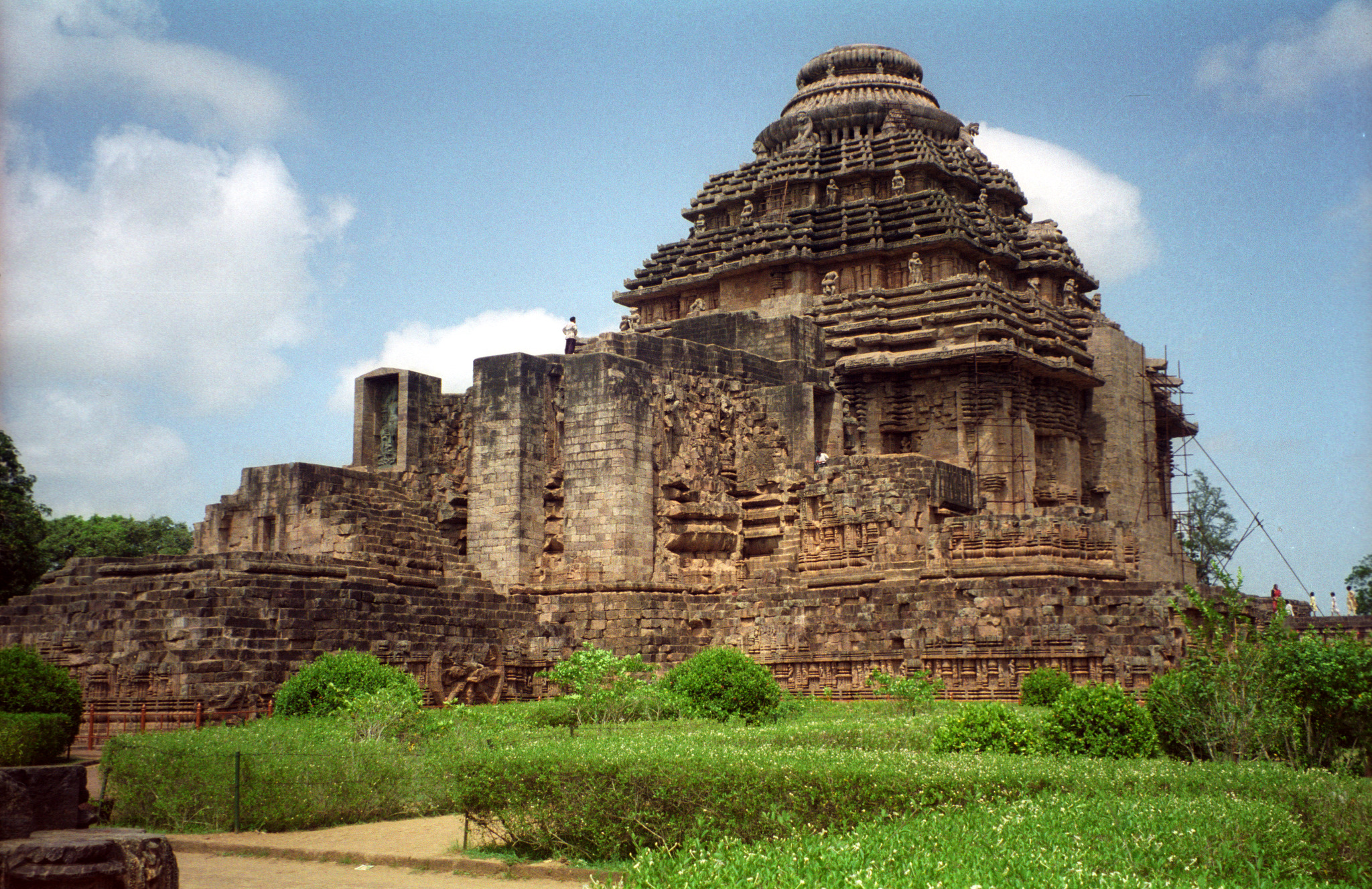
Chrám slunce Konárak

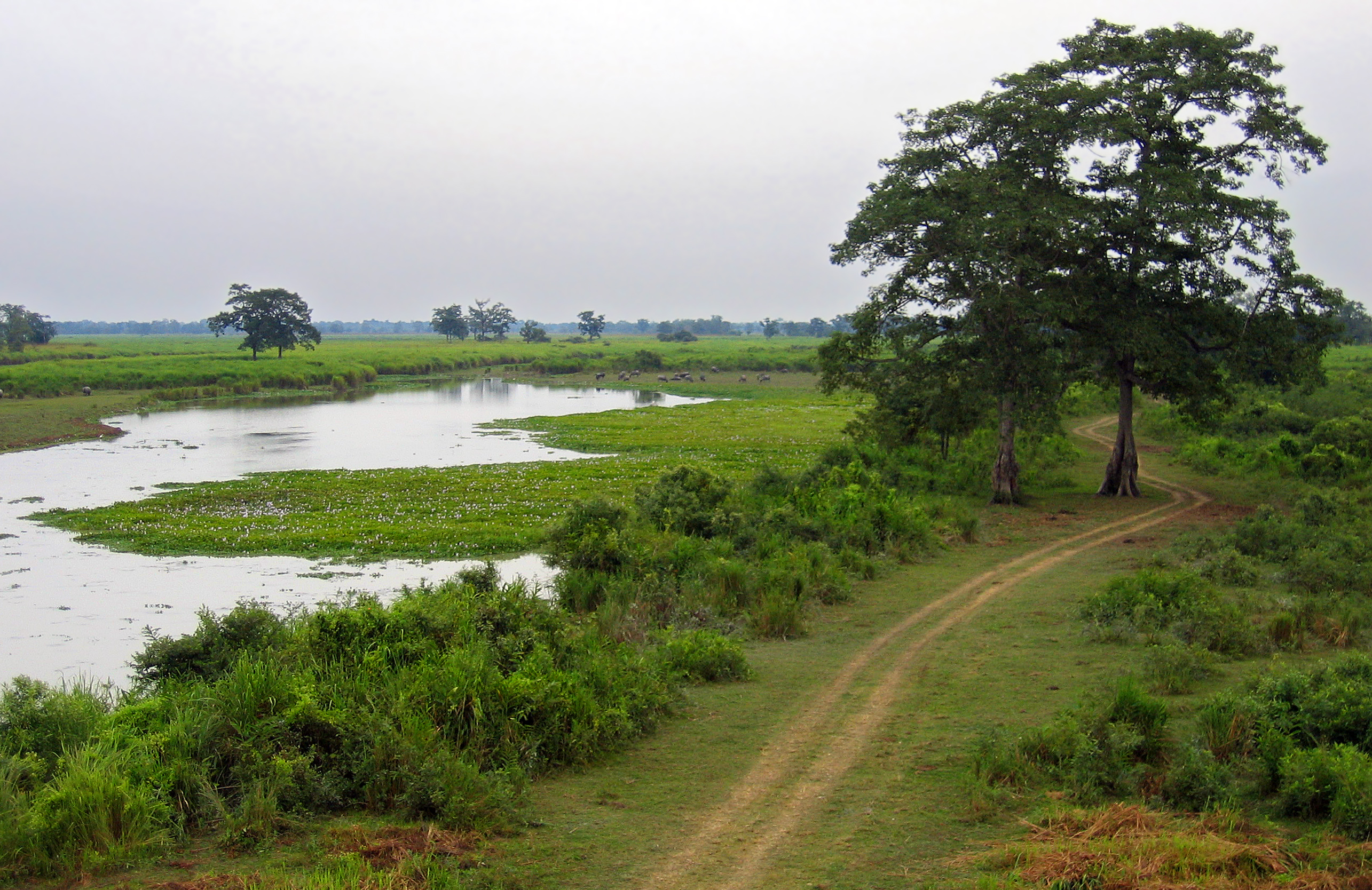
Národní park Keoladeo

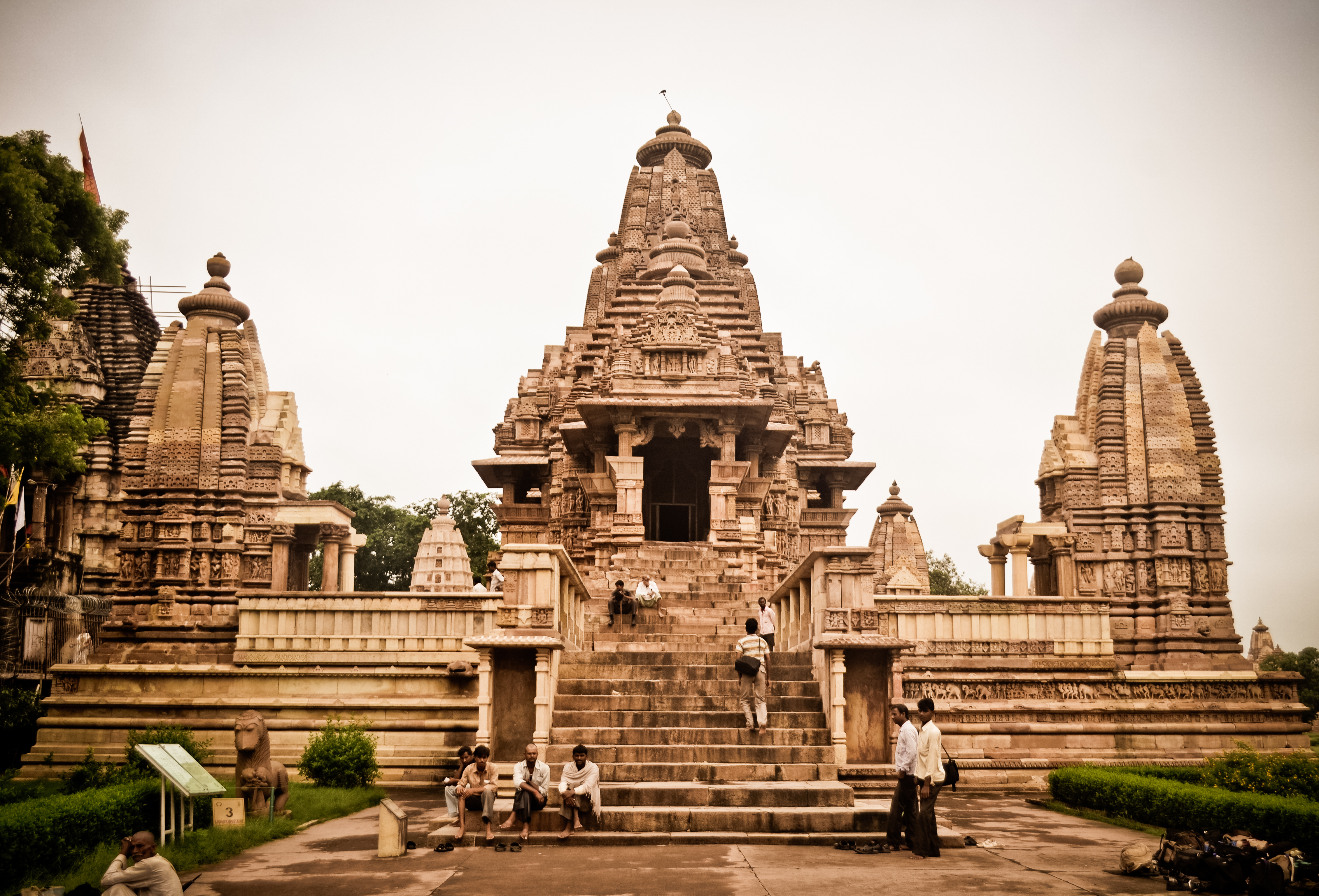
Khadžuráho

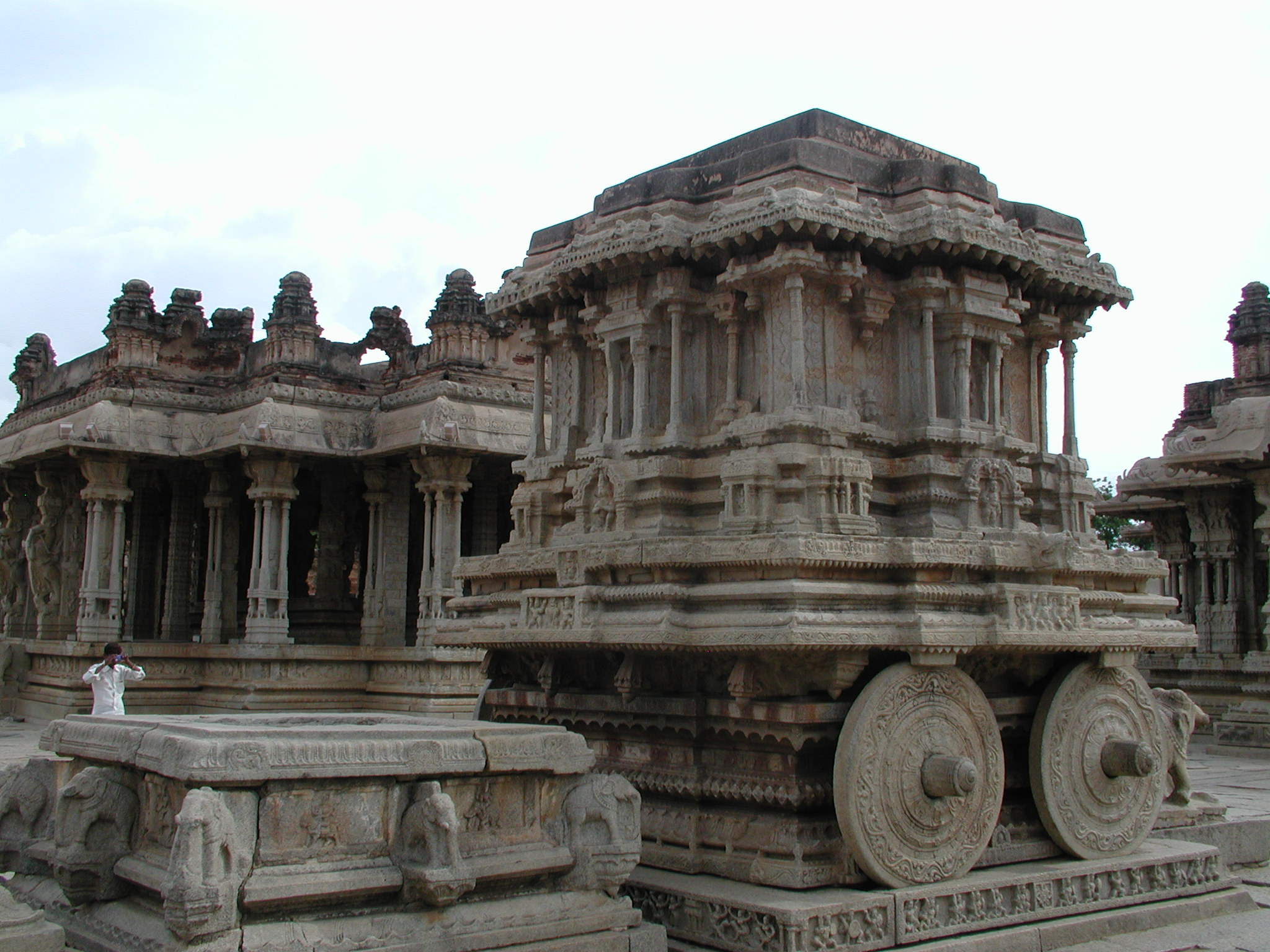
Hampi

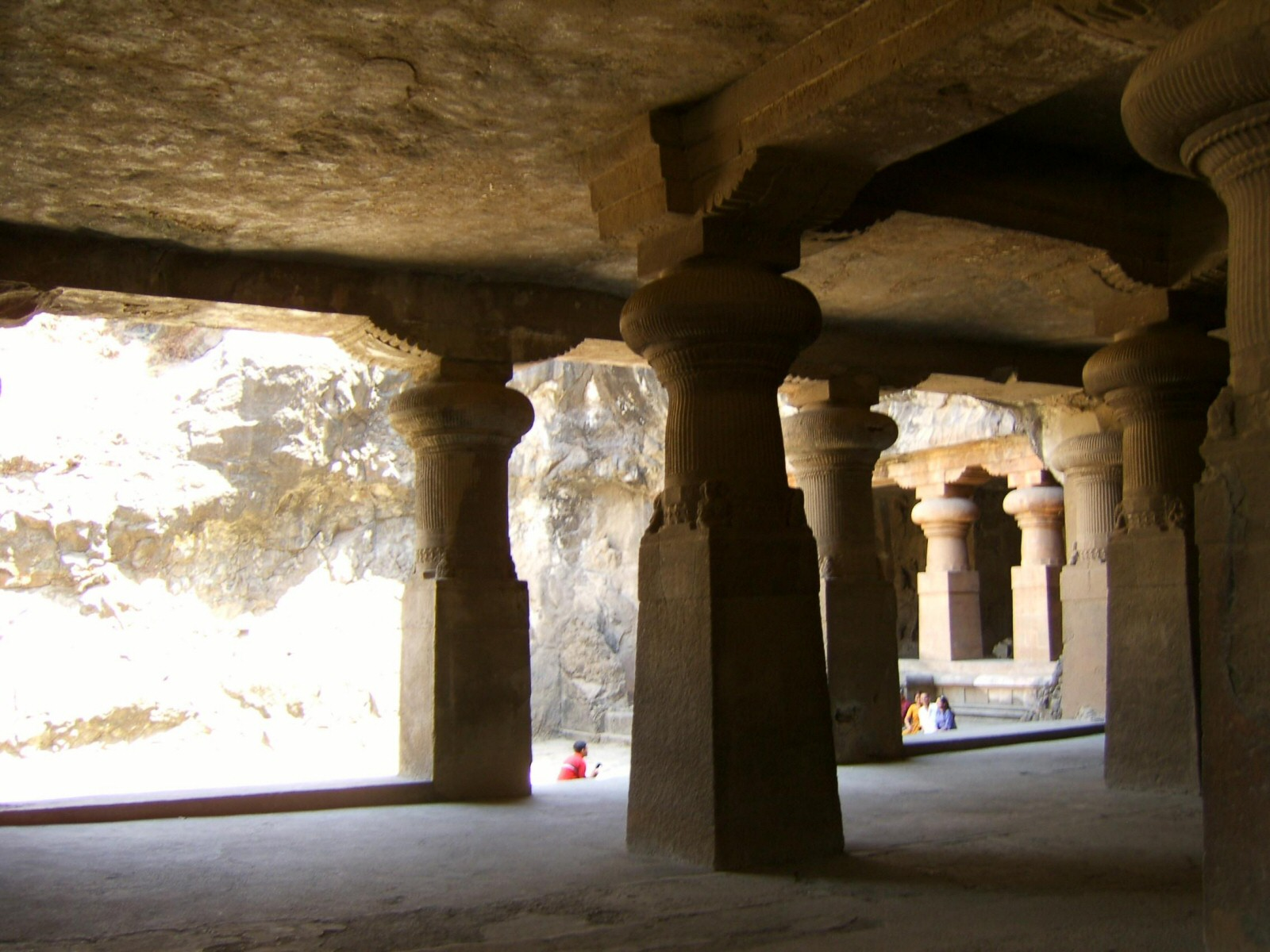
Jeskyně Elephanta

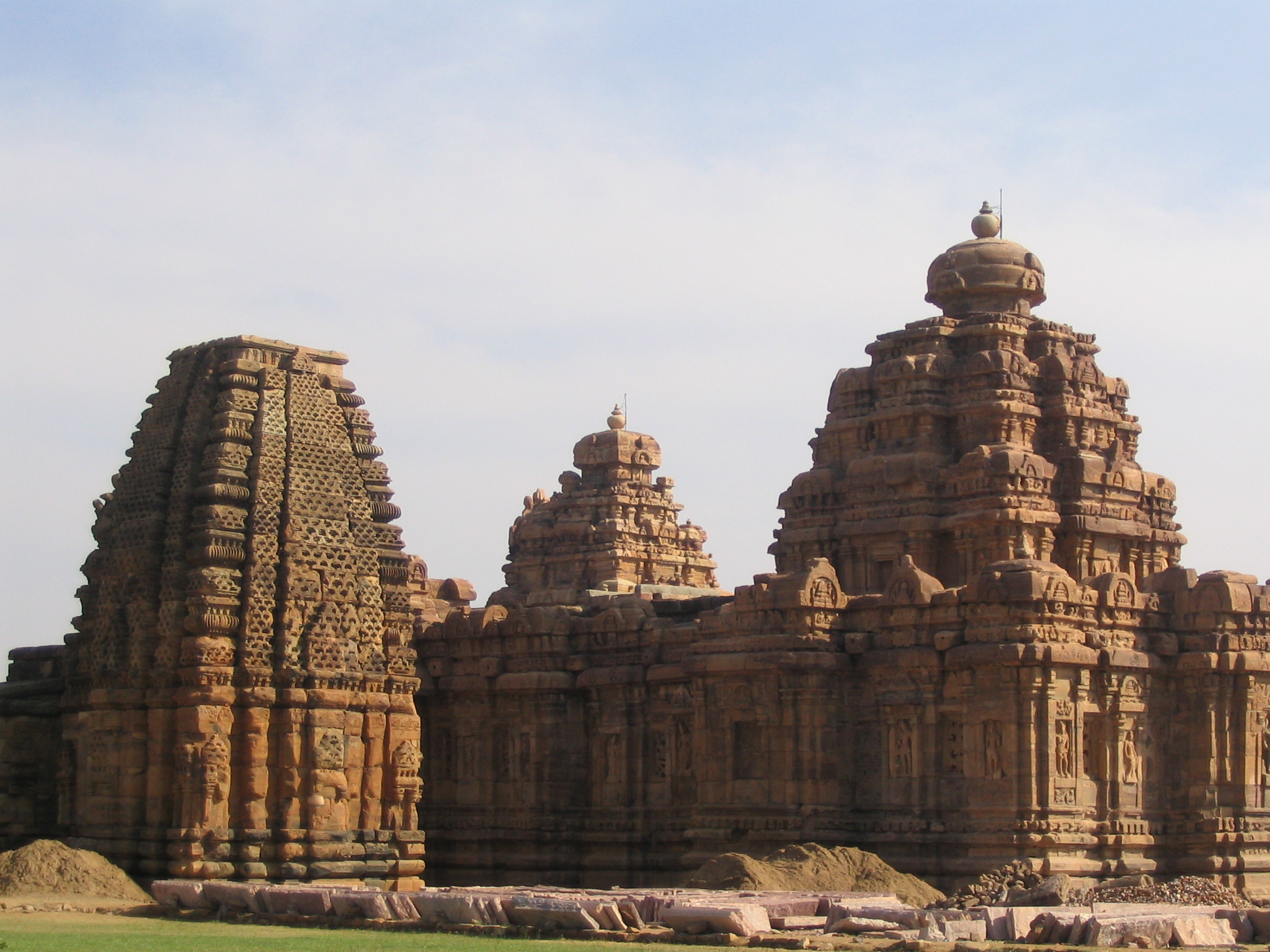
Pattadakal

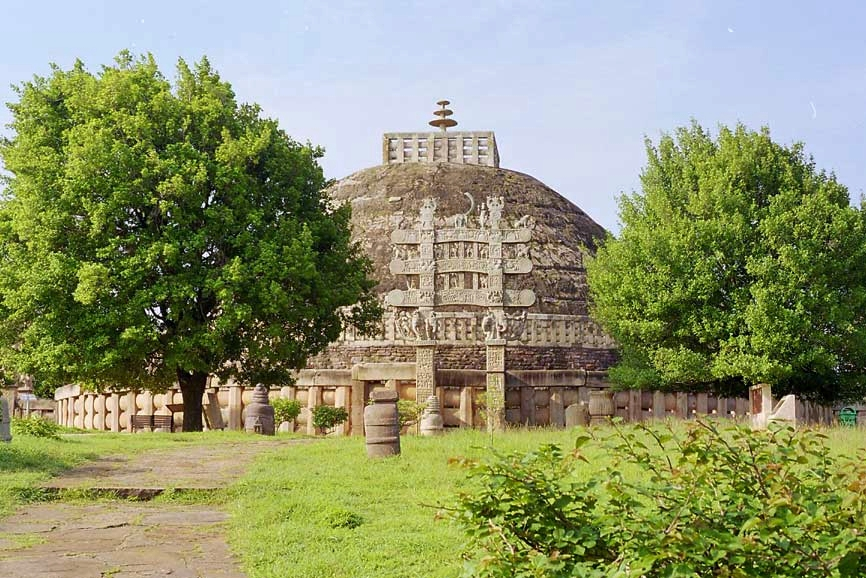
Sanchi

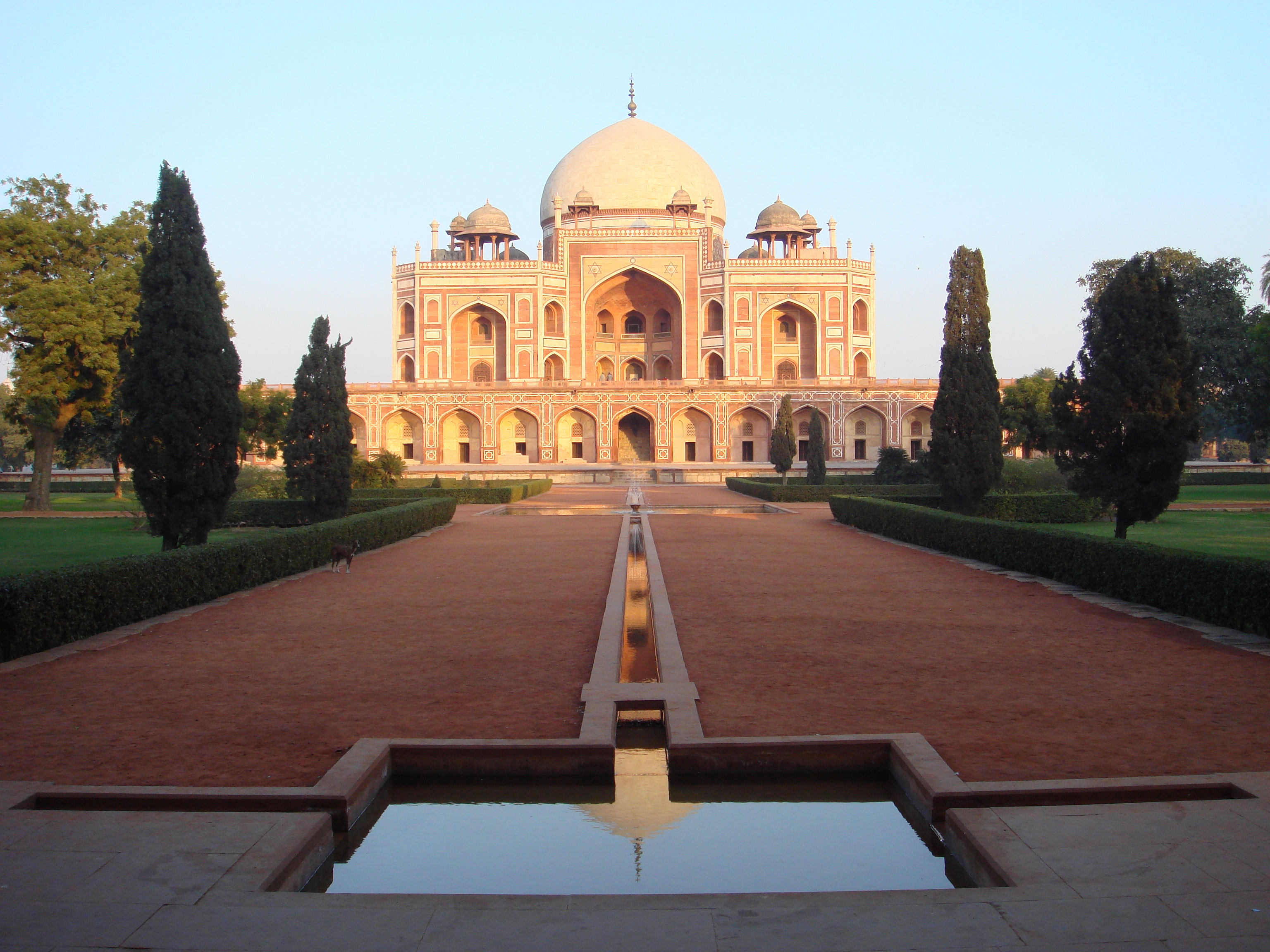
Humájúnova hrobka

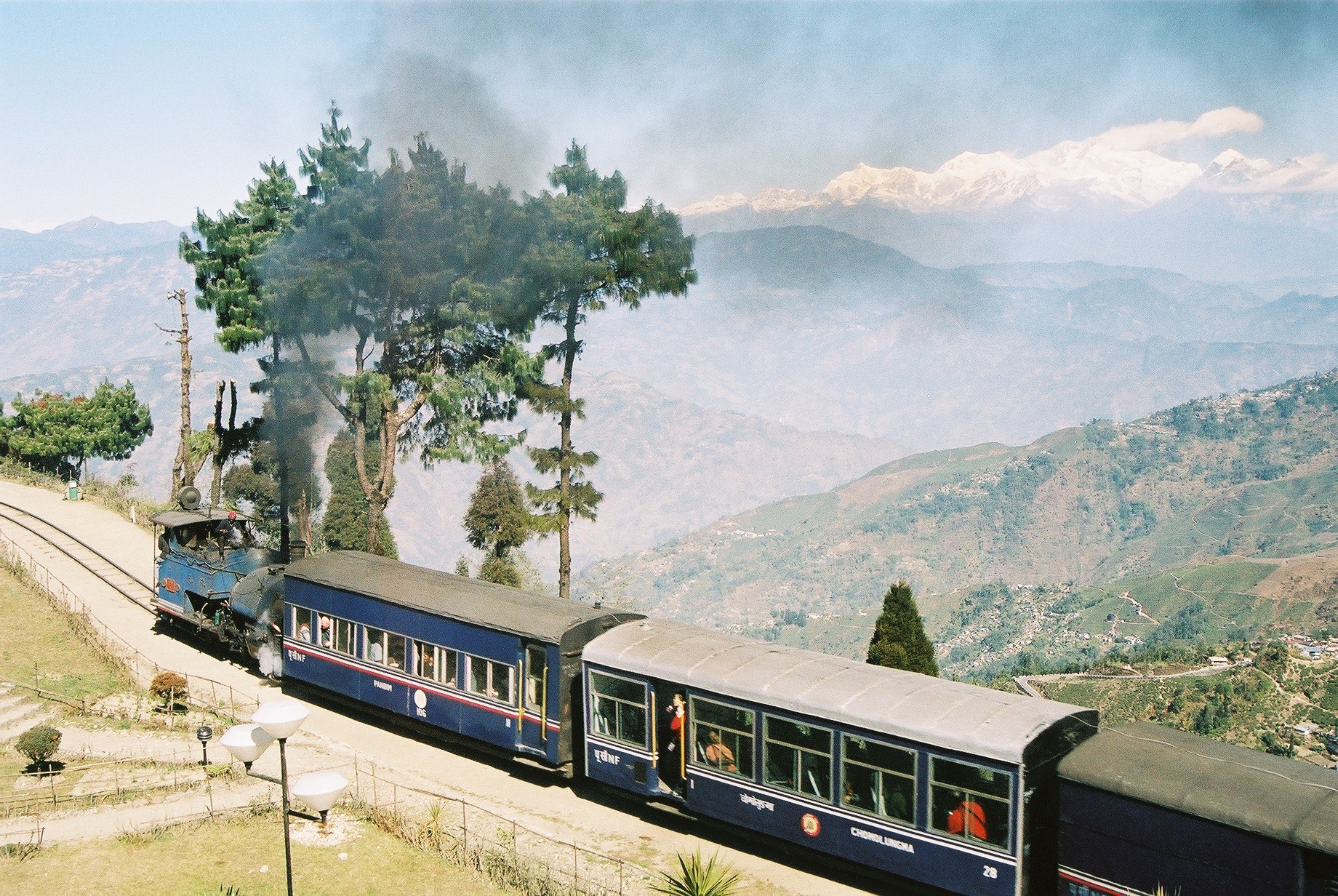
Horské železnice v Indii

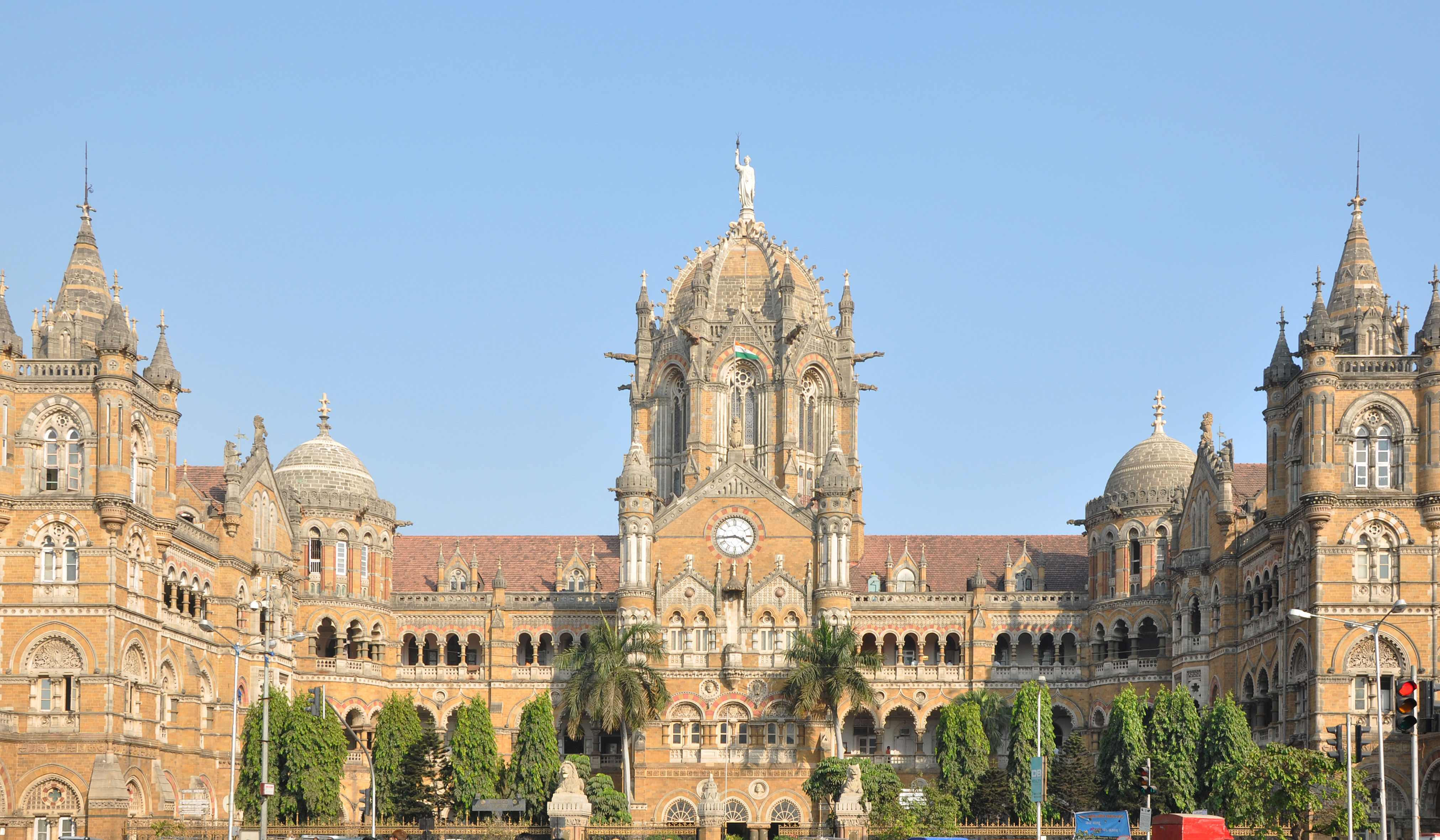
Nádraží čhatrapatiho Šivádžího

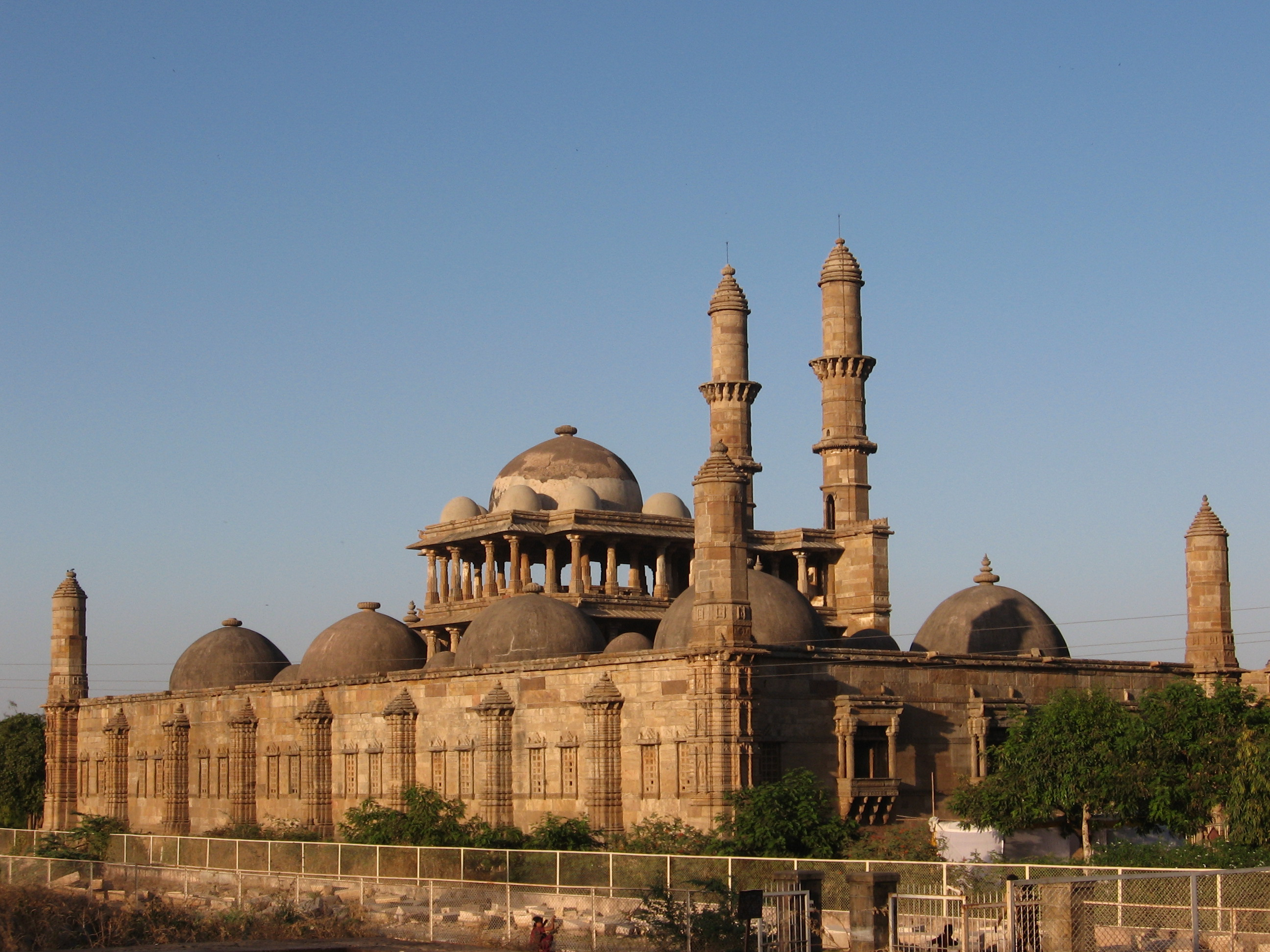
Archeologický park Champaner-Pavagadh

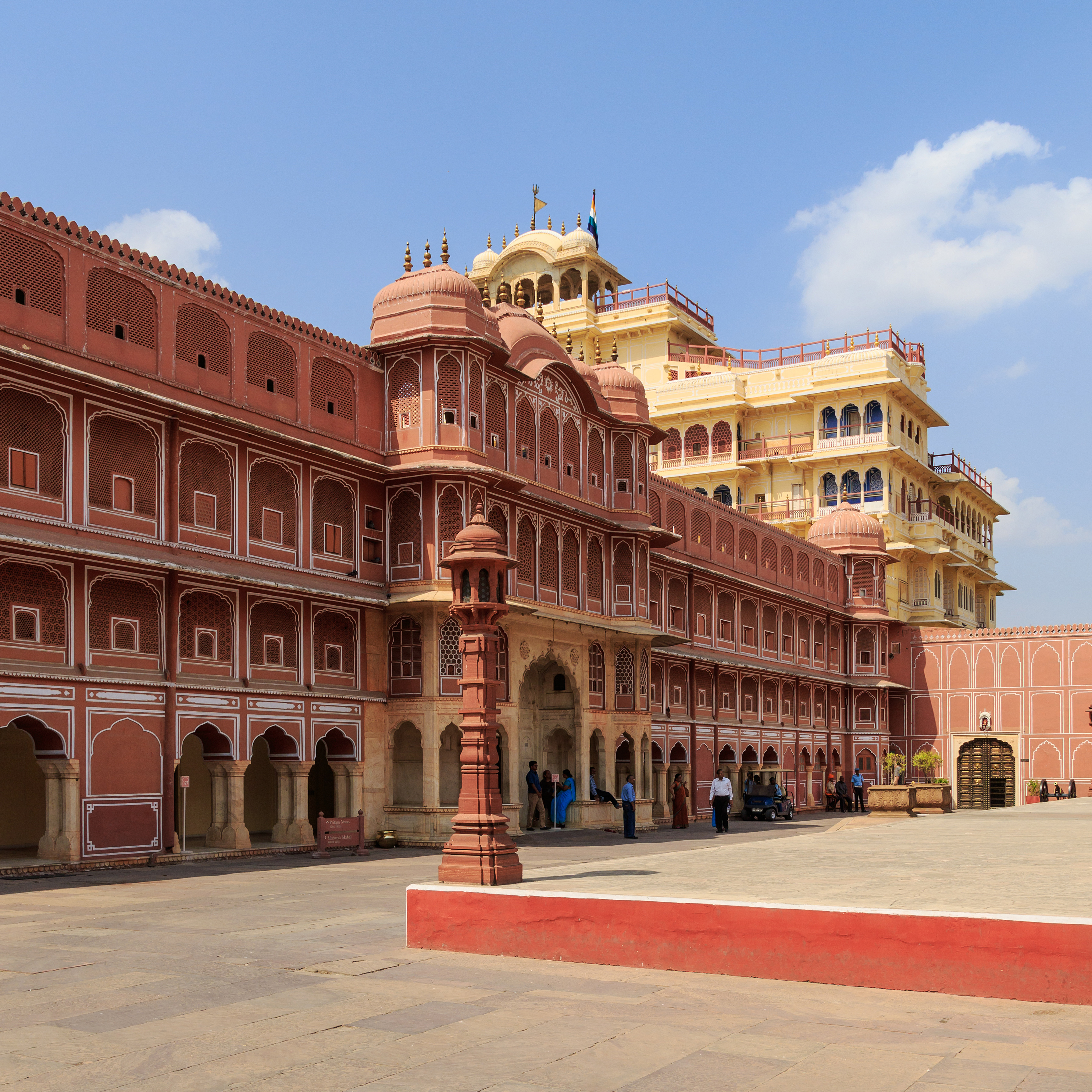
Džajpur

1. Pevnost Ágra
Agra Fort
Pevnost ze 17. století chránila město mogulských vládců.
1983
 http://whc.unesco.org/en/list/251
2. Jeskyně Adžanta
Ajanta Caves
Dva komplexy buddhistických jeskynních chrámů z 2.-1. století př. n. l.
1983
 http://whc.unesco.org/en/list/242
3. Jeskyně Éllóra
Ellora Caves
34 jeskynních klášterů a chrámů - buddhistické, bráhmanistické a džinistické svatyně.
1983
 http://whc.unesco.org/en/list/243
4. Tádž Mahal
Taj Mahal
Mauzoleum Šáhdžahánovy manželky z bílého mramoru se stalo klenotem muslimského umění v Indii.
1983
 http://whc.unesco.org/en/list/252
5. Památky v Mahábalípuramu
Group of Monuments at Mahabalipuram
Soubor svatyní vytesaných ve skále pochází ze 7.-8. stol.
1984
 http://whc.unesco.org/en/list/249
6. Sluneční chrám v Kónárku
Sun Temple, Konarak
Chrám boha slunce - bráhmanistická svatyně z 13. století.
1984
 http://whc.unesco.org/en/list/246
7. Národní park Kaziranga
Kaziranga National Park 
Národní park, který chrání největší populaci jednorohých nosorožců.
1985
 http://whc.unesco.org/en/list/337
8. Národní park Keoladeo
Keoladeo National Park
Národní park je hlavním zimovištěm stěhovavých ptáků ze severní části Asie.
1985
 http://whc.unesco.org/en/list/340
9. Národní park Manas
Manas Wildlife Sanctuary
Přírodní rezervace na úpatí Himálaje.
1985
 http://whc.unesco.org/en/list/338
10. Kostely a kláštery v Goa
Churches and Convents of Goa
Kostely a kláštery zasvěcené různým náboženským řádům jsou svědectvím evangelizace v Asii.
1986
 http://whc.unesco.org/en/list/234
11. Fatehpur Sikrí
Fatehpur Sikri
Opuštěné město s monumenty a chrámy.
1986
 http://whc.unesco.org/en/list/255
12. Památky v Hampi
Group of Monuments at Hampi
Poslední hlavní město hinduistického království, chrámy a paláce ze 14.-16. stol.
1986
 http://whc.unesco.org/en/list/241
13. Památky v Khadžuráhu
Khajuraho Group of Monuments
Komplex bráhmanistických a džinistických chrámů z 10.-11. století.
1986
 http://whc.unesco.org/en/list/240
14. Jeskyně Elefanta
Elephanta Caves
7 umělých jeskyní na ostrově nedaleko Bombaje je zasvěceno bohu Šivovi.
1987
 http://whc.unesco.org/en/list/244
15. Čólské chrámy
Great Living Chola Temples
Chrám Brihadišvára z počátku 11. století je příkladem nejvyšší formy chrámové architektury v jižní Indii.
1987, 2004
 http://whc.unesco.org/en/list/250
16. Památky v Pattadakalu
Group of Monuments at Pattadakal
Devět hinduistických chrámů a džinistická svatyně ze 7.-8. století.
1987
 http://whc.unesco.org/en/list/239
17. Národní park Sundarbans
Sundarbans National Park
Národní park v deltě Gangy, největší mangrovníkové lesy na světě.
1987
 http://whc.unesco.org/en/list/452
18. Národní parky Nandá Déví a Údolí květin
Nanda Devi and Valley of Flowers National Parks
Národní park v oblasti hory Nanda Devi, téměř nedotčený člověkem.
1988, 2005
 http://whc.unesco.org/en/list/335
19. Buddhistické památky v Sáňčí
Buddhist Monuments at Sanchi
Buddhistické svatyně, paláce a kláštery z 2.-1. století př. n. l.
1989
http://whc.unesco.org/en/list/524
20. Humájúnova hrobka
Humayun's Tomb, Delhi
Stavba z roku 1570 byla první zahradní hrobkou v Indii.
1993
 http://whc.unesco.org/en/list/232
21. Kutub Minár
Qutb Minar and its Monuments, Delhi 
Věž z červeného pískovce (13. století) a okolní archeologické naleziště.
1993
 http://whc.unesco.org/en/list/233
22. Horské železnice v Indii
Mountain Railways of India
Smělá a důvtipná inženýrská řešení problému překlenutí krásného horského terénu železniční trasou.
1999, 2005, 2008
 http://whc.unesco.org/en/list/944
23. Chrámový komplex Mahábódhi v Bódhgaji
Mahabodhi Temple Complex at Bodh Gaya
Chrámový komplex Mahábódhi je jedním ze čtyř hlavních poutních míst vztahujících se k životu Buddhy.
2002
 http://whc.unesco.org/en/list/1056
24. Skalní úkryty v Bhimbetce
Rock Shelters of Bhimbetka
Skalní kresby typické pro lovce a sběrače již od období mezolitu i mladší.
2003
 http://whc.unesco.org/en/list/925
25. Archeologický park Champaner-Pavagadh
Champaner-Pavagadh Archaeological Park
Řada prehistorických nálezů, středověké pevnosti, paláce, náboženské, obytné i jiné městské stavby (vodovody) z 8. až 14. století.
2004
 http://whc.unesco.org/en/list/1101
26. Nádraží čhatrapatiho Šivádžího v Bombaji
Chhatrapati Shivaji Terminus (formerly Victoria Terminus)
Spojení dvou kultur: novogotické architektury z viktoriánského období v Indii, ve které se projevují i témata tradiční indické architektury.
2004
 http://whc.unesco.org/en/list/945
27. Červená pevnost v Dillí
Red Fort Complex
Pevnost z červeného pískovce pocházející ze 17. stol. Znázorňuje představu ráje dle koránu. 
2007
http://whc.unesco.org/en/list/231
28. Observatoř Jantar Mantar v Džajpuru
The Jantar Mantar, Jaipur
Velká observatoř z 18. století se slunečními hodinami o výšce 30 metrů 
2010
http://whc.unesco.org/en/list/1338
29. Západní Ghát
Western Ghats
Pohoří starší než Himálaj je významné z hlediska geomorfologie.
2012
http://whc.unesco.org/en/list/1342
30. Pevnosti v Rádžasthánu
Hill Forts of Rajasthan
6 pevností (Chittorgarh, Kumbhalgarh, Sawai Madhopur, Jhalawar, Jaipur a Jaisalmer) ve státě Rádžasthán.
2013
http://whc.unesco.org/en/list/247/
31. Rani-ki-Vav
Rani-ki-Vav (the Queen’s Stepwell) at Patan, Gujarat
Tzv. stupňovitá studna z 13. století.
2014
http://whc.unesco.org/en/list/922
32. Národní park Velký Himálaj
Great Himalayan National Park
Vysokohorský národní park v západním Himálaji ve státě Himáčalpradéš.
2014
http://whc.unesco.org/en/list/1406
33. Archeologická lokalita Nálanda
Archaeological Site of Nalanda Mahavihara (Nalanda University) at Nalanda, Bihar
Univerzitní komplex, který byl mezi lety 427 až 1197 centrem buddhistické vzdělanosti.
2016
http://whc.unesco.org/en/list/1502
34. Práce Le Corbusiera - nevšední příspěvek modernistickému hnutí
The Architectural Work of Le Corbusier, an Outstanding Contribution to the Modern Movement
17 rozličných staveb na území Argentiny, Belgie, Francie, Švýcarska, Německa, Indie a Japonska.
2016
http://whc.unesco.org/en/list/1321
35. Národní park Kančendženga
Khangchendzonga National Park
Vysokohorský národní park okolo 3. nejvyšší hory světa.
2016
http://whc.unesco.org/en/list/1513
36. Historické město Ahmadábád
Historic City of Ahmadabad
Opevněné město z 15. století.
2017
http://whc.unesco.org/en/list/1551
37. Soubor staveb ve stylu viktoriánské gotiky a art deco v Bombaji
The Victorian and Art Deco Ensemble of Mumbai
Sbírka veřejných staveb ve viktoriánské gotice a budov v art deco.
2018
http://whc.unesco.org/en/list/1480
38. Město Džajpur
Jaipur City, Rajasthan
Džajpur je první pečlivě naplánované město v Indii a také je často nazýván "růžové město".
2019
http://whc.unesco.org/en/list/1605
39. Chrám Ramappa, Telangana
Kakatiya Rudreshwara (Ramappa) Temple, Telangana
Šivův chrám a přilehlý opevněný komplex budov z 13. století.
2021
https://whc.unesco.org/en/list/1570
40. Dholavira, harappské město
Dholavira: a Harappan City
Starověké opevněné město s hřbitovem z období mezi 3000 let před n. l. a 1500 před n. l.
2021
https://whc.unesco.org/en/list/1645
41. Shantiniketan
Santiniketan
Dnes univerzitní město, původně ášram, kam mohl přijít kdokoli bez ohledu na kastu a vyznání.
2023
https://whc.unesco.org/en/list/1375
42. Posvátné komplexy Hojsalů
Sacred Ensembles of the Hoysalas
Skupina tři chrámových komplexů postavené ve 12. až 13. století ve stylu Hojsala.
2023
https://whc.unesco.org/en/list/1670
43. Maidamy – mohylový pohřební systém dynastie Ahom
Moidams – the Mound-Burial System of the Ahom Dynasty
Mohylový pohřební systém 90 mohyl z dynastie Ahomů z let 1228 až 1826 soustředěno na úpatí pohoří Patkai ve východním Ásámu.
2024
https://whc.unesco.org/en/list/1711
44. Maráthské vojenské pevnosti
Maratha Military Landscapes of India
12 pevností z období Maráthská říše.
2025
https://whc.unesco.org/en/list/1739

## Indonésie

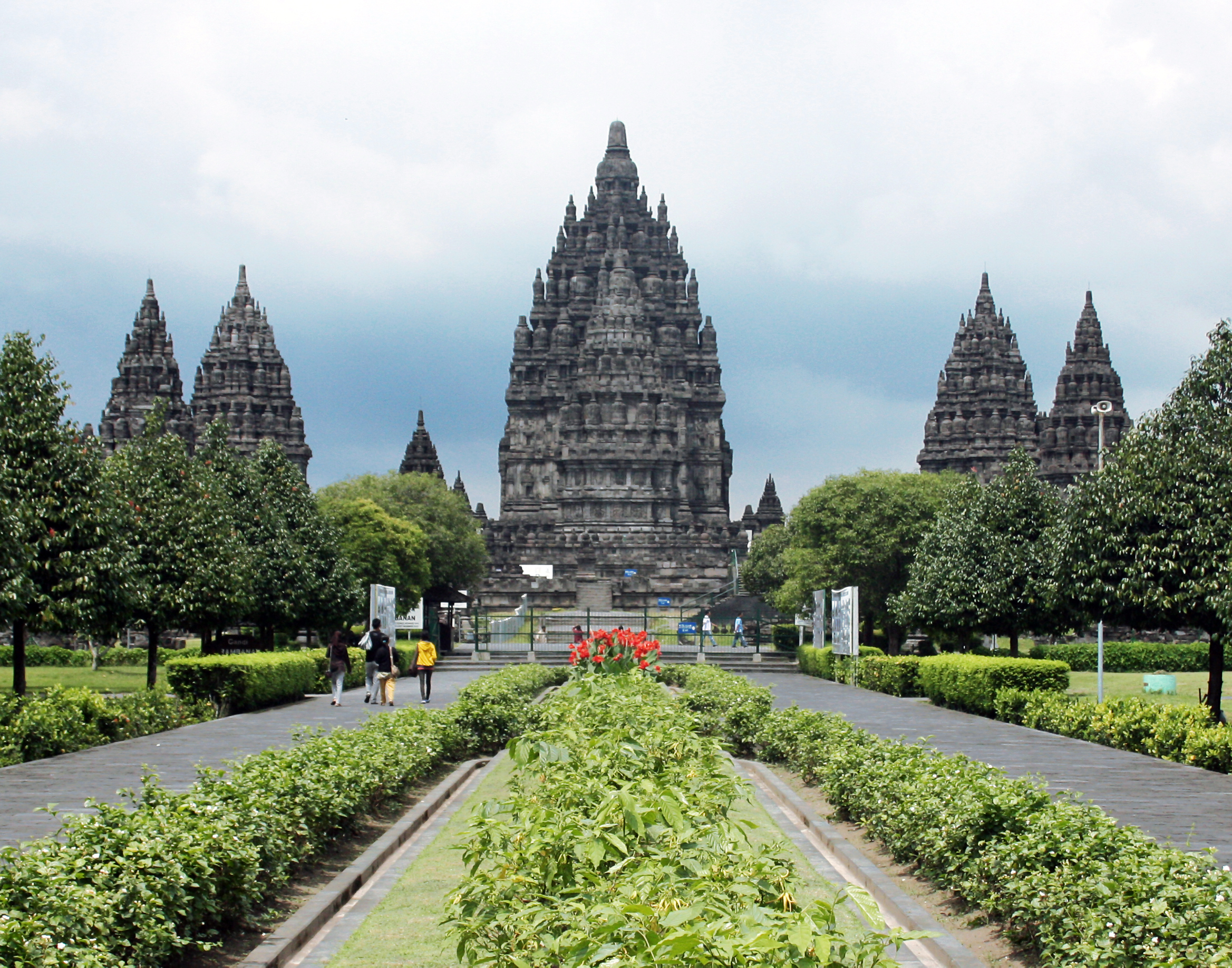
Prambanan

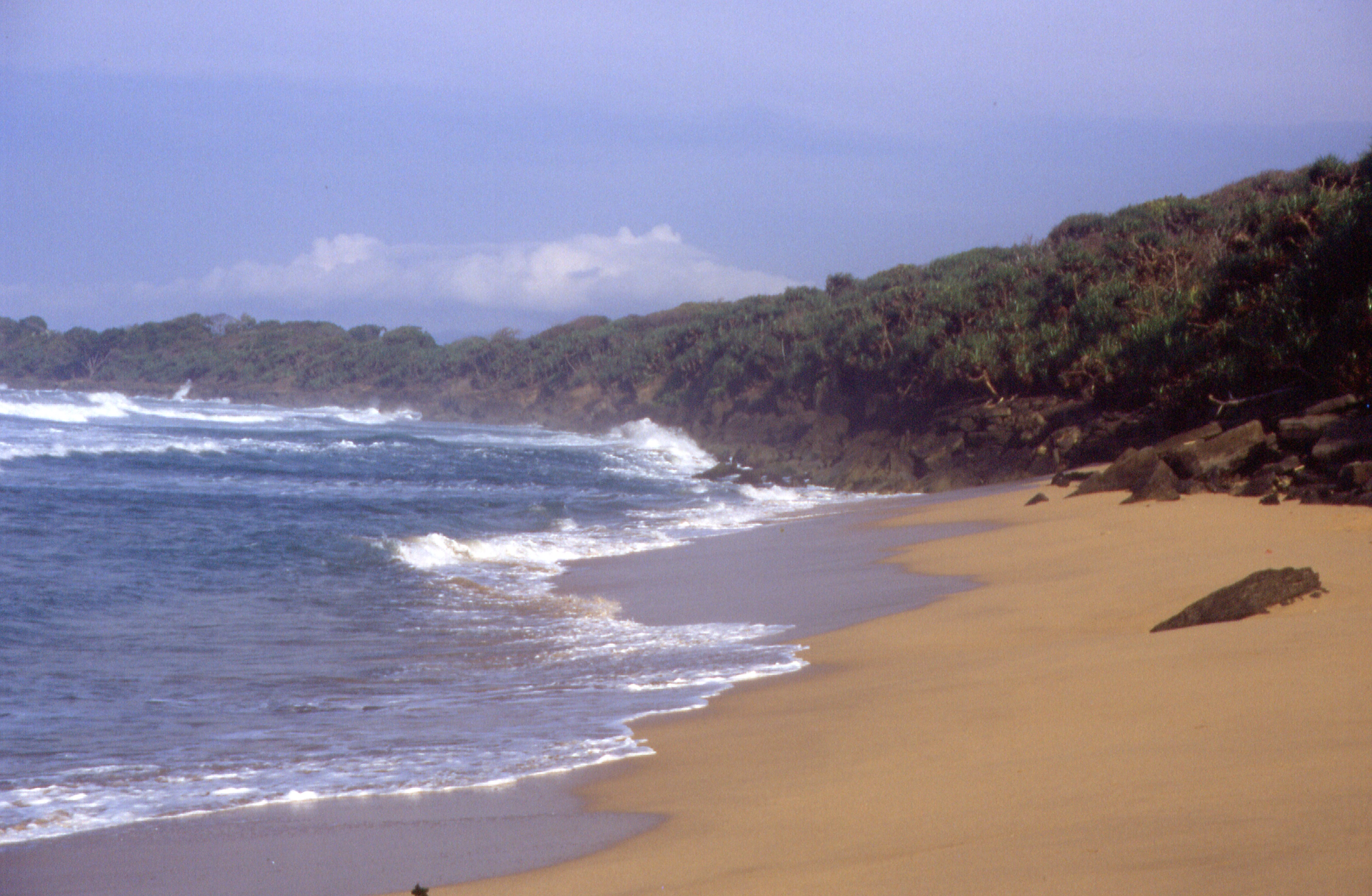
Národní park Ujung Kulon

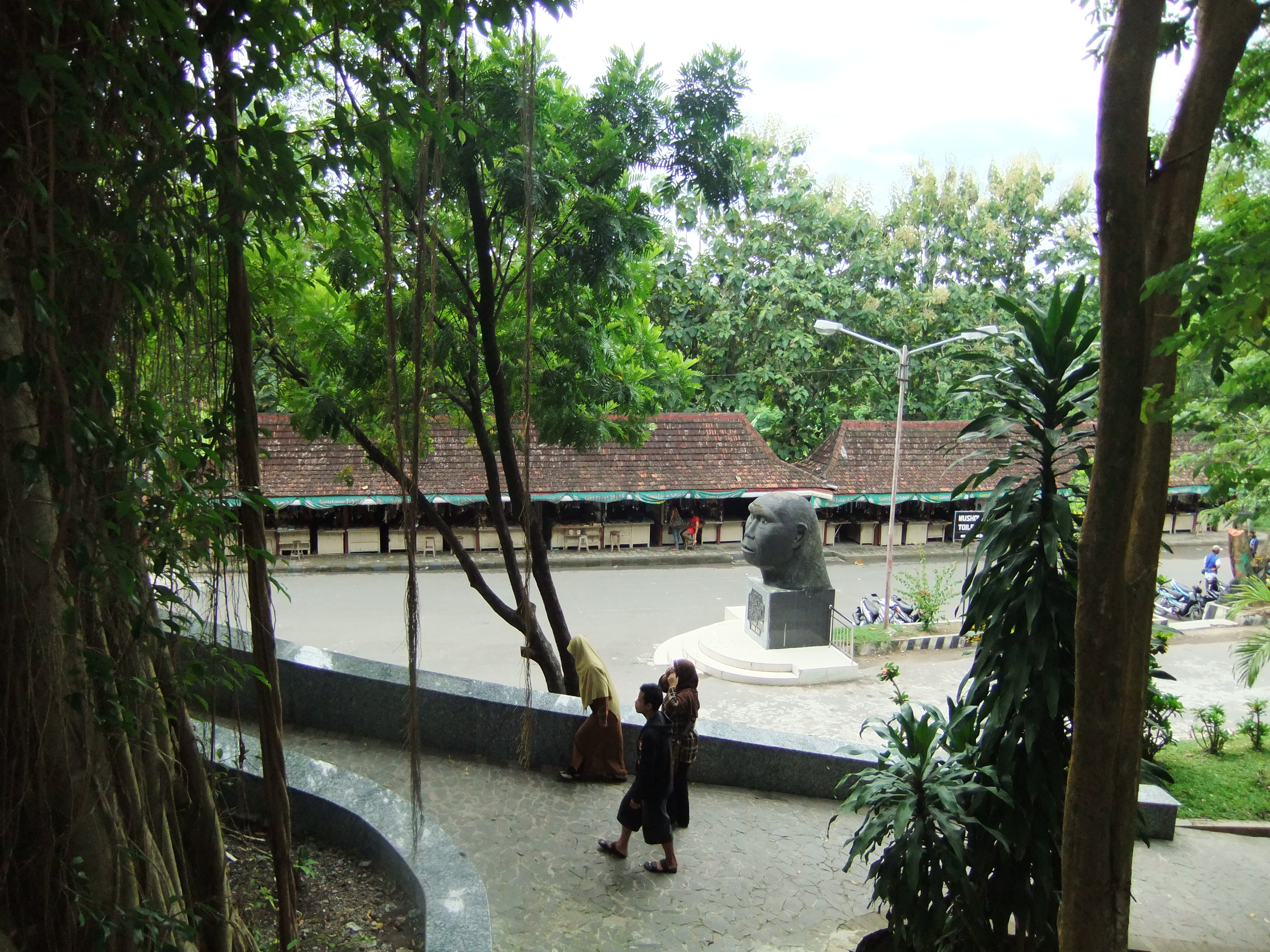
Sangiran

1. Borobudur
Borobudur Temple Compounds
Komplex tří buddhistických chrámů.
1991
 http://whc.unesco.org/en/list/592
2. Národní park Komodo
Komodo National Park
Národní park na vulkanických ostrovech. Jediné místo na světě, kde žije populace obrovských ještěrek.
1991
 http://whc.unesco.org/en/list/609
3. Prambanan
Prambanan Temple Compounds
Chrámy z 10. století zasvěcené bohu Šivovi.
1991
 http://whc.unesco.org/en/list/642
4. Národní park Ujung Kulon
Ujung Kulon National Park
Národní park v oblasti nížinných deštných lesů zahrnuje poloostrov Ujung Kulon a přilehlé ostrovy. Jedním z nich je Krakatoa známý gigantickou vulkanickou erupcí.
1991
 http://whc.unesco.org/en/list/608
5. Sangiran
Sangiran Early Man Site
Naleziště prehistorických pozůstatků člověka
1996
 http://whc.unesco.org/en/list/593
6. Národní park Lorentz
Lorentz National Park
Jediné chráněné území na světě s pozvolným přechodem od zasněžených vrcholů po tropické moře, včetně rozsáhlých nížinných mokřin.
1999
 http://whc.unesco.org/en/list/955
7. Tropický deštný les Sumatry
Tropical Rainforest Heritage of Sumatra
Deštnými lesy se Sumatry se míní tři národní parky: Gunung Leuser, Kerinci Seblat a Bukit Basrisan.
2004
 http://whc.unesco.org/en/list/1167
8. Kulturní krajina Bali: systém Subak coby vyjádření filozofie Tri Hita Karana
Cultural Landscape of Bali Province: the Subak System as a Manifestation of the Tri Hita Karana Philosophy
Propracovaný systém terénních teras určených pro pěstování rýže hraji i náboženskou a společenskou roli.
2012
 http://whc.unesco.org/en/list/1194
9. Uhelné důlní dědictví Ombilinu v Sawahlunto
Ombilin Coal Mining Heritage of Sawahlunto
Důl Ombilin je nejstarší důl v jihovýchodní Asii.
2019
 http://whc.unesco.org/en/list/1610
10. Kosmologická osa Yogyakarty a její historické památky
The Cosmological Axis of Yogyakarta and its Historic Landmarks
Centrum jávského města z 18. století navrženo na základě specifické javánské kosmologie a filozofie.
2023
 http://whc.unesco.org/en/list/1671

## Írán

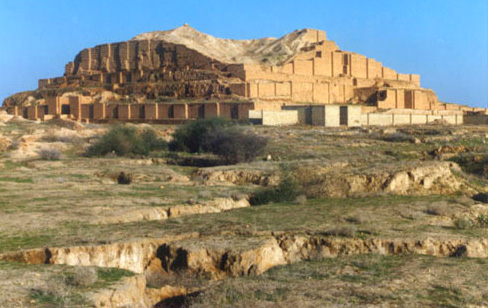
Čogha Zanbíl

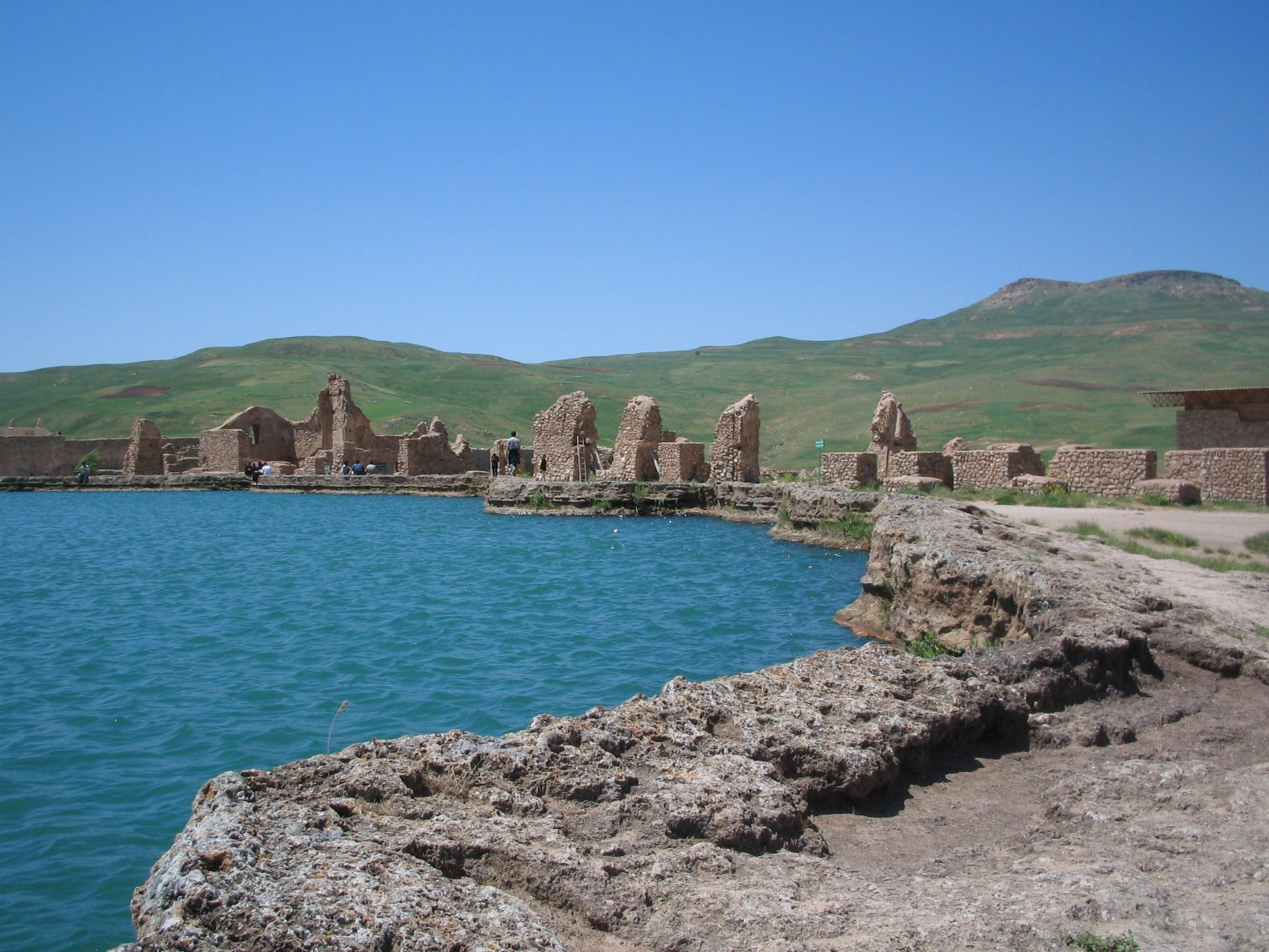
Tacht-e Sulejmán

Bám

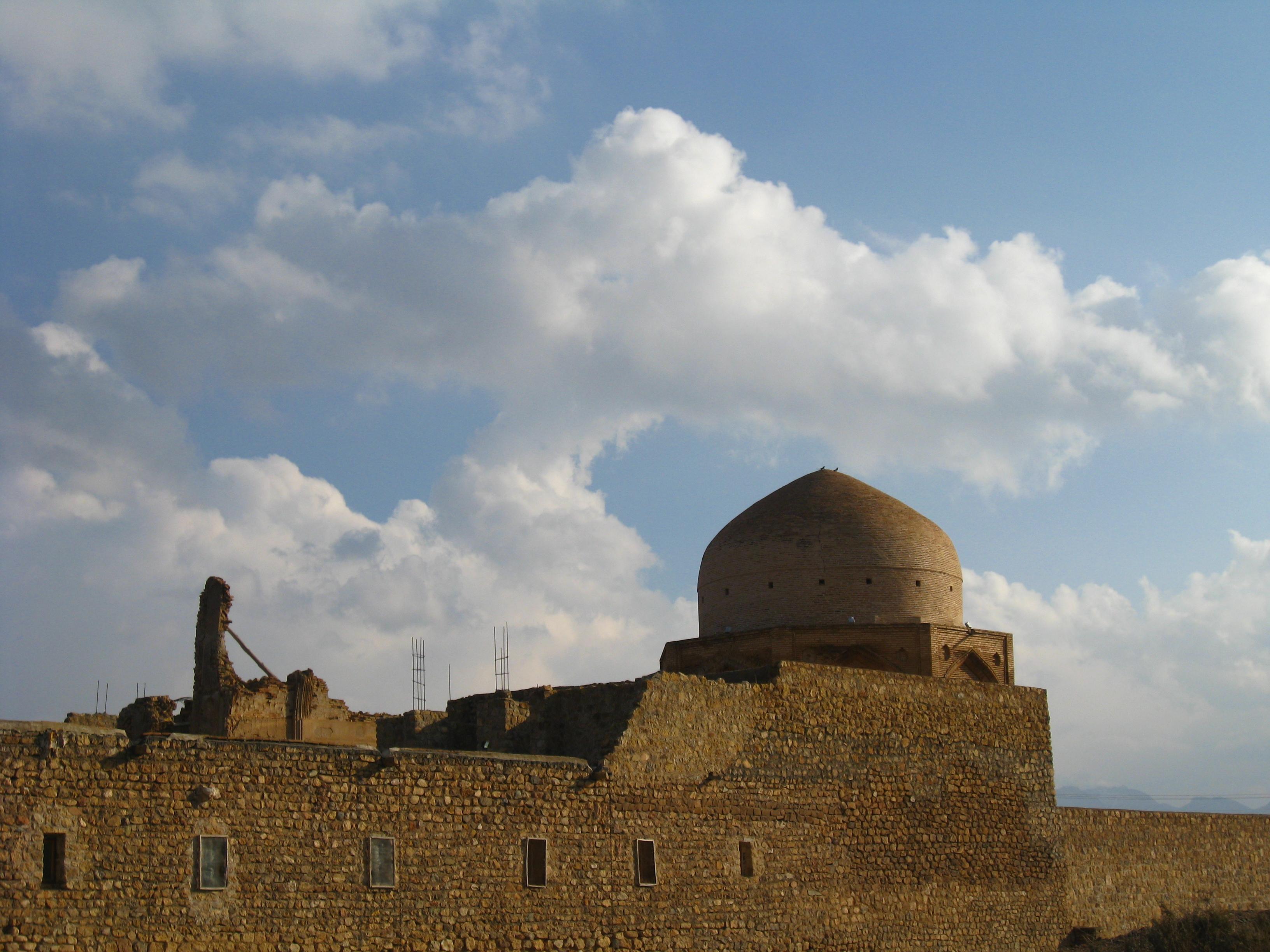
Sultaníje

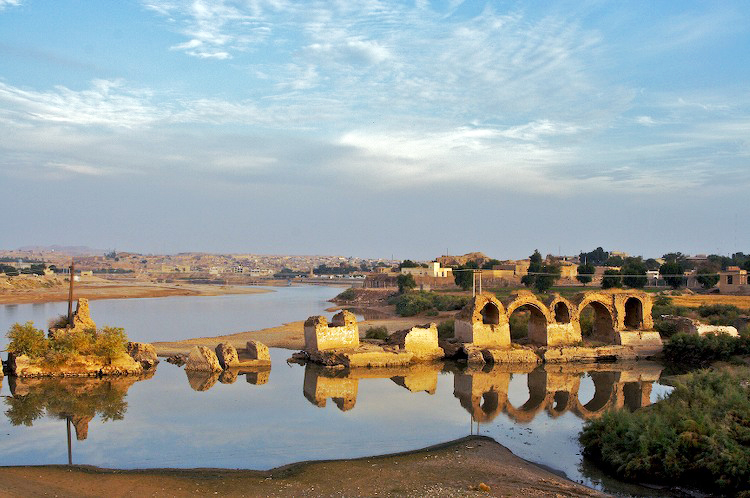
Šúštarský historický vodohospodářský systém

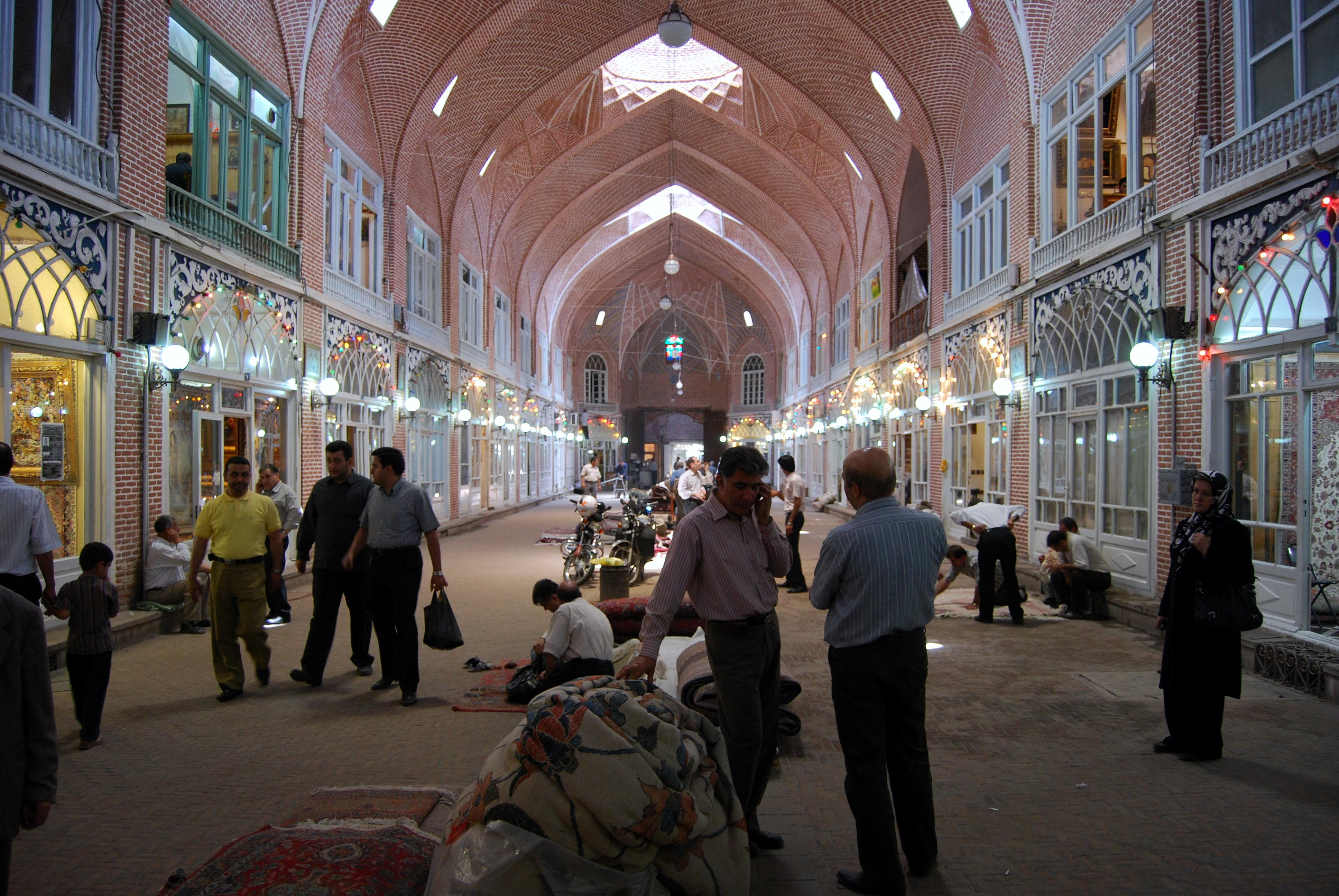
Historický bazar v Tabrízu

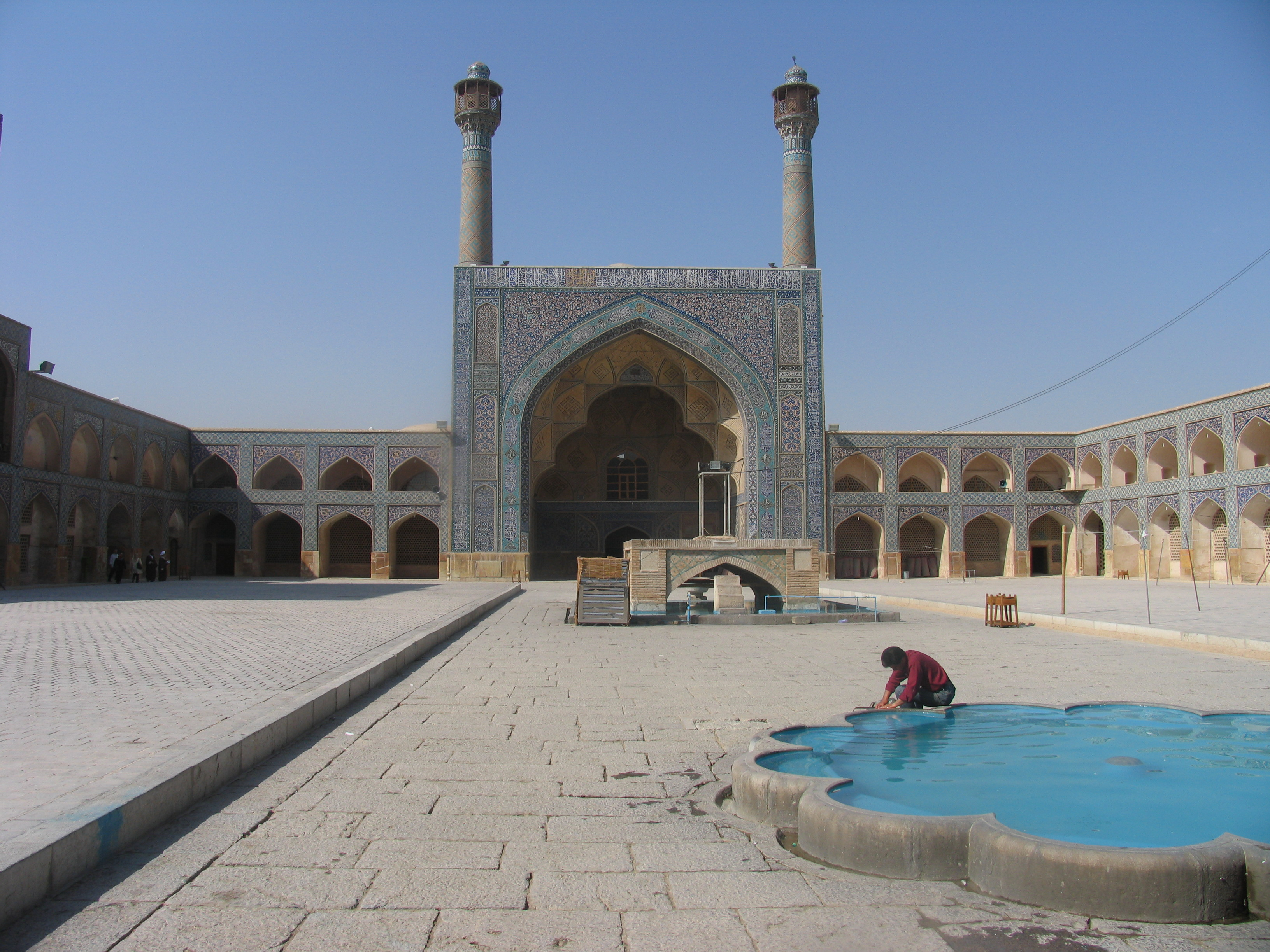
Páteční mešita v Isfaháne

1. Náměstí Nakš-e džahán, Isfahán
Meidan Emam, Esfahan
Monumentální centrum hlavního města z dob šáha Abbáse I. Velikého zahrnuje náměstí, mešity a palác.
1979
 http://whc.unesco.org/en/list/115
2. Persepolis
Persepolis
Rezidenční město říše Achaimenovců, založené králem Dareiem I. v Persidě, kmenovém území Peršanů, v 6. století př. n. l.
1979
 http://whc.unesco.org/en/list/114
3. Čogha Zanbíl
Tchogha Zanbil
Pozůstatky bývalého posvátného města království Elam z 13. století př. n. l.
1979
 http://whc.unesco.org/en/list/113
4. Tacht-e Sulejmán
Takht-e Soleyman
Architektonický celek Tacht-e Sulejmán podává svědectví o kultu ohně a vody, který se rozvíjel po dobu dvou a půl tisíce let.
2003
 http://whc.unesco.org/en/list/1077
5. Bám a jeho kulturní krajina
Bam and its Cultural Landscape
Bám se nachází v pouštní oblasti na jižním okraji Íránské náhorní planiny. Oáza mohla existovat jen díky systému podzemních zavlažovacích kanálů.
2004
 http://whc.unesco.org/en/list/1208
6. Pasargady
Pasargadae
První hlavní město říše Achaimenovců, založené Kýrem Velikým v Persidě v 6. století př. n. l. Paláce, zahrady a mausoleum.
2004
 http://whc.unesco.org/en/list/1106
7. Sultaníje
Soltaniyeh
Mausoleum sultána Öljeitu v někdejším hlavním městě říše Ílchánů, jejíž vládci byli mongolského původu.
2005
 http://whc.unesco.org/en/list/1188
8. Behistun
Bisotun
Reliéfy a trojjazyčný nápis popisující ovládnutí perské říše Dareiem I. v letech 522/521 př. n. l.
2006
 http://whc.unesco.org/en/list/1222
9. Arménské klášterní komplexy v Íránu
Armenian Monastic Ensembles in Iran
2008
http://whc.unesco.org/en/list/1262
10. Šúštarský historický vodohospodářský systém
Shushtar Historical Hydraulic System
Soustava nádrží, kanálů, vodních mlýnů, mostů a dalších staveb, pocházející převážně z 3. století n. l.
2009
http://whc.unesco.org/en/list/1315
11. Komplex hrobky a svatyně šejka Safího ad-Dína v Ardabílu
Sheikh Safi al-din Khānegāh and Shrine Ensemble in Ardabil
Stavby obsahují fasády a bohatě zdobené interiéry a pozoruhodnou sbírku starožitností. To tvoří vzácnou sbírku středověkých islámských architektonických prvků.
2010
http://whc.unesco.org/en/list/1345
12. Historický bazar v Tabrízu
Tabriz Historic Bazaar Complex 
Jeden z nejkomplexnějších příkladů tradičního obchodního a kulturního systému íránských bazarů.
2010
http://whc.unesco.org/en/list/1346
13. Perské zahrady
The Persian Garden
9 zahrad v různých provinciích Íránu, typická zahradní architektura tohoto regionu.
2011
http://whc.unesco.org/en/list/1372
14. Jamehova mešita v Isfahánu
Masjed-e Jāmé of Isfahan
Výjimečná mešita, jejíž nejstarší části pochází z 9. století, ilustruje vývoj muslimské sakrální architektury v tomto regionu.
2012
http://whc.unesco.org/en/list/1397
15. Cihlová věž Gonbad-e Qabus
Gonbad-e Qābus
53 metrů vysoká cihlová věž ilustruje interakci mezi starověkou civilizací Íránu a středoasijskými nomádskými kulturami.
2012
http://whc.unesco.org/en/list/1398
16. Golestánský palác
Golestan Palace
Skvostný palác v Teheránu z éry Kádžárovců.
2013
hhttp://whc.unesco.org/en/list/1422
17. Šahr-i Suchte
Shahr-I Sokhta
Město založené před 3200 lety, vystavěné z hliněných cihel.
2014
http://whc.unesco.org/en/list/1456
18. Súsy
Susa
Starověké město v Elamu a později významné centrum perské a parthské říše.
2015
http://whc.unesco.org/en/list/1455
19. Kulturní krajina Mejmandu
Cultural Landscape of Maymand
Pastevecká polopouštní krajina v centrálním Íránu.
2015
http://whc.unesco.org/en/list/1423
20. Perský kanát
The Persian Qanat
Soustava kanálů a štol, jimiž se do pouštních oblastí přivádí samospádem voda z hor.
2016
http://whc.unesco.org/en/list/1506
21. Poušť Lút
Lut Desert
Solná poušť s písečnými dunami.
2016
http://whc.unesco.org/en/list/1505
22. Historické město Jazd
Historic City of Yazd
Město v pouští oblasti, centrum zoroastrismu.
2017
http://whc.unesco.org/en/list/1544
23. Sásánská archeologická krajina Fárského regionu
Sassanid Archaeological Landscape of Fars Region
Zbytky 8 staveb a soch z období Sásánovské říše.
2018
http://whc.unesco.org/en/list/1568
24. Hyrkánské lesy
Hyrcanian forests
Smíšený horský les na ploše 55 000 km².
2019, 2023
http://whc.unesco.org/en/list/1584
25. Kulturní krajina Hawraman/Uramanat
Cultural Landscape of Hawraman/Uramanat
Svědectví o formování kulturní krajiny zemědělsko-pasteveckým kmenem Hawrami příslušného ke Kurdům, které začalo již před 5000 lety.
2021
https://whc.unesco.org/en/list/1647
26. Transíránská železnice
Trans-Iranian Railway
Téměř 1400 km železnice z 1. poloviny 20. století spojující Kaspické moře a Perský záliv.
2021
https://whc.unesco.org/en/list/1585
27. Perské Karavanseráje
The Persian Caravanserai
Soubor hostinců u hlavních cest pro karavany, které jsou jednou z nejdůležitějších forem perské architektury.
2023
https://whc.unesco.org/en/list/1668
28. Hegmataneh
Hegmataneh
Vykopávky starověkého města, hlavního města médského království a prvního hlavního město v íránské historii. 
2024
https://whc.unesco.org/en/list/1716
29. Prehistorická místa v údolí Khorramabad
Prehistoric Sites of the Khorramabad Valley
Jeskyně a skalní převis s důkazy lidské přítomnosti staré až 63 tisíc let.
2025
https://whc.unesco.org/en/list/1744